# Joe Biden
Joe Biden, all'anagrafe Joseph Robinette Biden Jr. (Scranton, 20 novembre 1942), è un politico statunitense, 46º presidente degli Stati Uniti d'America dal 2021 al 2025. Membro del Partito Democratico, Biden è in precedenza stato 47º vicepresidente degli Stati Uniti d'America dal 2009 al 2017 nell'amministrazione Obama e senatore per lo stato del Delaware dal 1973 al 2009, ricoprendo durante il periodo da senatore ruoli apicali, come quello di presidente della Commissione Esteri e della Commissione Giuridica del Senato.
Esponente dell'area moderata del Partito Democratico, prima di intraprendere l'attività politica ha conseguito il titolo di Juris Doctor e ha esercitato la professione di avvocato, prestando la propria opera come difensore d'ufficio. Nel 1972, a 29 anni di età, fu eletto per la prima volta senatore federale in rappresentanza del Delaware, diventando così il settimo componente più giovane della camera alta nella storia degli Stati Uniti. In seguito fu riconfermato per ulteriori sei mandati consecutivi, nel corso dei quali si occupò perlopiù di politica estera e di giustizia: Biden ricoprì ininterrottamente la carica fino al 2009, anno in cui si dimise per assumere le funzioni di vicepresidente sotto l'amministrazione di Barack Obama. Nel 2017 fu insignito della medaglia presidenziale della libertà con lode, massima onorificenza civile del Paese.
Alle elezioni presidenziali del 2020 ricevette il maggior numero di voti della storia, oltre 81 milioni, prevalendo sul capo di Stato uscente Donald Trump. Entrato in carica all'età di 78 anni, Joe Biden è il più anziano presidente degli Stati Uniti mai eletto, nonché il secondo di fede cattolica (dopo John Fitzgerald Kennedy) e il primo proveniente dal Delaware. Nel dicembre 2020 il settimanale Time lo ha indicato quale «persona dell'anno» insieme alla vicepresidente Kamala Harris, prima donna a rivestire tale incarico.
Biden ha prestato giuramento il 20 gennaio 2021. L'inizio della sua presidenza è stato incentrato sulle azioni per combattere la pandemia di COVID-19, affrontare un'economia in recessione e una crescente polarizzazione politica, lavorando per l'approvazione dell'American Rescue Plan Act, un pacchetto completo di stimolo economico. Nei suoi primi 100 giorni in carica, ha firmato una serie di ordini esecutivi per affrontare questioni come la pandemia, l'economia, il controllo delle armi e la giustizia sociale. Ha inoltre ribaltato diverse politiche dell'amministrazione Trump, soprattutto in ambito ambientale (facendo rientrare gli Stati Uniti nell'accordo di Parigi sui cambiamenti climatici), ha posto fine al divieto delle persone transgender di servire nelle forze armate e ha aumentato la protezione occupazionale per i lavoratori federali. In politica estera ha riaffermato l'impegno americano nei confronti della NATO come mezzo per contenere la crescente influenza di Cina e Russia e, nell'aprile 2021, ha annunciato il ritiro completo delle truppe statunitensi dall'Afghanistan entro settembre, ritiro poi completato il 31 agosto del 2021.
Inizialmente si era ricandidato per un secondo mandato alle elezioni presidenziali del 2024, tuttavia il 21 luglio 2024, su pressione del Partito Democratico e di alcuni finanziatori, decide di ritirarsi e sostenere come candidata la sua Vicepresidente Kamala Harris.
Il 20 gennaio 2025 lascia la Casa Bianca al termine del suo mandato.

## Biografia
Joseph Robinette Biden Jr. è nato il 20 novembre 1942 al St. Mary's Hospital a Scranton, in Pennsylvania da Catherine Eugenia "Jean" Biden nata Finnegan (1917-2010) e Joseph Robinette Biden Sr. (1915-2002). Figlio maggiore di una famiglia cattolica, ha una sorella, Valerie, e due fratelli, Francis e James. Jean era di origine irlandese, con radici variamente rintracciate nella contea di Louth in Irlanda e nella contea di Derry in Irlanda del Nord. I genitori del padre, Mary Elizabeth (nata Robinette) e Joseph H. Biden, erano di origine inglese, francese ed irlandese. Biden crebbe prima a Scranton e poi, dopo il suo decimo compleanno, a Claymont, nella contea di New Castle, nel Delaware, dove il padre vendeva automobili.
Laureato in scienze politiche nel 1965 all'università di Newark, si specializzò in seguito in legge, laureandosi nel 1968 a Syracuse nello Stato di New York, per poi essere ammesso nell'albo degli avvocati nel 1969, attività esercitata per un breve periodo. Eletto nel consiglio della contea di New Castle dal 1970 al 1972, proprio in quell'anno Biden venne eletto senatore per il Partito Democratico in rappresentanza dello Stato del Delaware. Nel 1966 ha sposato Neilla Hunter, incontrata a Syracuse, dalla quale ha avuto tre figli: Joseph R. "Beau" Biden (1969-2015), Robert Hunter (1970-) e Naomi Christina (1971-1972).
La sua vita è stata segnata da un dramma familiare nel 1972: la moglie Neilla e i tre figli furono vittime di un incidente d'auto. La moglie e la figlia più piccola, Naomi Christina, di soli 13 mesi, morirono, mentre gli altri due figli sopravvissero e riportarono delle ferite (Beau riportò una frattura della gamba e diverse escoriazioni; Hunter ebbe una piccola frattura del cranio e delle ferite alla testa). Dopo aver cresciuto da solo Beau e Hunter per alcuni anni, nel 1977, incoraggiato anche dai figli a rifarsi una vita affettiva, si è risposato con Jill Tracy Jacobs, dalla quale ha avuto una figlia, Ashley, nata l'8 giugno 1981.
Il 18 maggio 2025, l’ufficio stampa della Casa Bianca ha annunciato che all'ex presidente Joe Biden è stato diagnosticato un tumore maligno alla prostata. La forma tumorale si trova in uno stadio avanzato e molto aggressivo.

## Carriera politica

### Senatore del Delaware
Eletto senatore nel 1972 per il Partito Democratico in rappresentanza dello Stato del Delaware (risiede a Wilmington), Biden ha conservato il suo incarico sino alla nomina alla vicepresidenza dell'Unione nel 2008. Il suo nome compare tra i membri del Senate Committee on Intelligence, Joint Hearing del 3 agosto 1977, sul progetto MKULTRA.
Durante il mandato di senatore ha ricoperto numerosi importanti incarichi: dal 1987 al 1995 è stato Presidente della Commissione Giustizia del Senato federale, nel 2001 ha assunto il prestigioso incarico di Presidente della Commissione Esteri del Senato degli Stati Uniti d'America, ricoprendo lo stesso ruolo per ben tre volte e risultando alla sua guida in fasi cruciali per la politica estera statunitense come la risposta agli attentati dell'11 settembre 2001 e delle votazioni in Congresso sull'inizio delle ostilità contro l'Iraq di Saddam Hussein. Dal 2007, contemporaneamente all'incarico di presidente della Commissione Esteri del Senato, Biden è stato presidente del Comitato di controllo sul narcotraffico internazionale del Congresso degli Stati Uniti d'America, incarico mantenuto fino al 2009, quando è stato nominato vicepresidente degli Stati Uniti.

### Campagne presidenziali
Nel 1988 si è candidato alle primarie presidenziali democratiche, dichiarando d'ispirarsi al modello laburista di Neil Kinnock, ma nelle consultazioni venne sconfitto da Michael Dukakis (il quale tuttavia, una volta candidato alla presidenza, verrà pesantemente sconfitto dal repubblicano George H. W. Bush). Nel 2004 è tentato dal candidarsi nuovamente alle primarie, ma alla fine ha rinunciato all'intento dichiarando di non essere disponibile nemmeno per fare il vice di John Kerry (per questo ruolo Biden ha suggerito al collega del Massachusetts il senatore John McCain, pur essendo quest'ultimo repubblicano).
Il 7 gennaio 2007 ha dichiarato in un'intervista televisiva di volersi presentare alle primarie del 2008 e il 30 gennaio è stato ufficialmente iscritto nell'elenco dei candidati.
Il 4 gennaio 2008, al termine del caucus dell'Iowa ha annunciato di volersi ritirare dalla competizione a causa dello scarso risultato ottenuto (0,93%), ma il 22 agosto Barack Obama, il candidato alle elezioni presidenziali del 2008 per il Partito Democratico, ha annunciato, durante un comizio elettorale a Springfield, nell'Illinois, che Biden sarebbe stato il suo compagno di cordata nella corsa per la presidenza. La candidatura è stata convalidata formalmente tramite un voto per acclamazione durante la Convention Democratica di Denver svoltasi dal 25 al 28 agosto 2008.
Il 4 novembre 2008 la coppia Obama-Biden ha vinto le elezioni presidenziali, sconfiggendo il ticket repubblicano composto dal senatore John McCain e dalla governatrice dell'Alaska Sarah Palin.

### Vicepresidenza degli Stati Uniti (2009-2017)

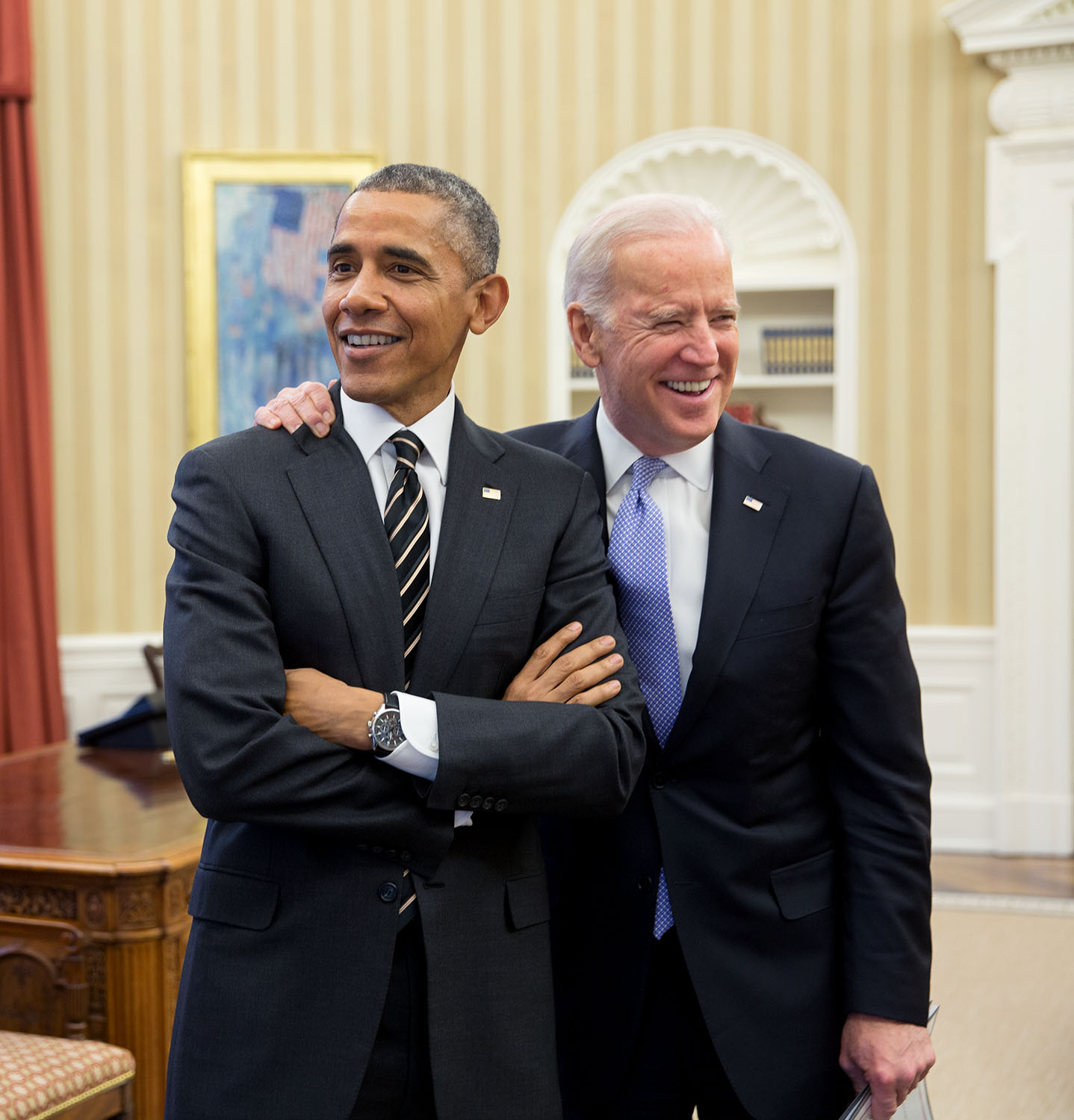
Joe Biden con Barack Obama nel 2015

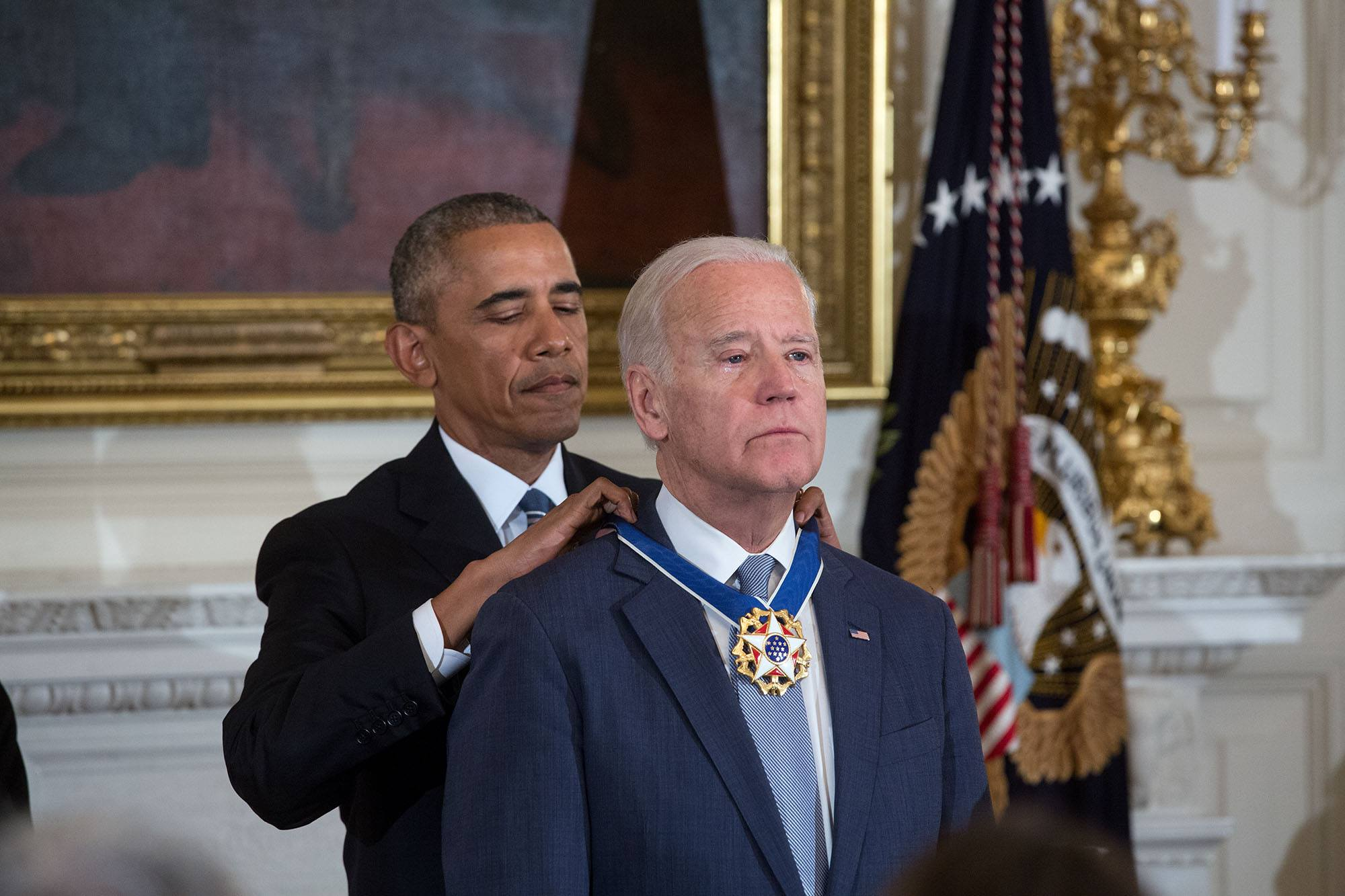
Joe Biden riceve la Medaglia presidenziale della libertà "con distinzione" nel 2017

Il 20 gennaio 2009 ha giurato ufficialmente come 47º vicepresidente degli Stati Uniti, primo cattolico a ricoprire questa carica. Nell'amministrazione Obama ha avuto un ruolo molto attivo come stretto consigliere del Presidente, per questo ebbe l'incarico di supervisionare la spesa per le infrastrutture del piano straordinario voluto da Obama per contrastare la grande recessione e di seguire tutta la politica estera degli Stati Uniti verso l'Iraq, fino al ritiro delle truppe USA nel 2011. Nello stesso anno si è opposto alla possibilità di proseguire la missione militare che aveva portato all'uccisione di Osama bin Laden.
In virtù della sua grande esperienza nel Congresso, maturata in 36 anni di permanenza in Senato, nel marzo 2011 il presidente Obama diede al suo vice il compito di condurre i negoziati tra la Camera dei rappresentanti a maggioranza repubblicana e la Casa Bianca per risolvere i problemi derivanti dai livelli di spesa federale, evitando così lo shutdown del governo.
Nel 2012, assieme al Presidente Obama, è stato rieletto per un secondo mandato sconfiggendo il ticket repubblicano formato da Mitt Romney e Paul Ryan, giurando ufficialmente il 20 gennaio 2013 nelle mani del giudice Sonia Sotomayor.
Durante il secondo mandato si è speso in diverse occasioni contro la violenza di genere contribuendo a far approvare nel 2013 la legge contro la violenza sulle donne. Questa legge ha visto tra i suoi sviluppi la creazione della Commissione per le donne alla Casa Bianca co-presieduta dallo stesso Biden con la Consigliera Valerie Jarrett. Inoltre, nel 2014, gli è stato dedicato il planetoide sednoide 2012 VP113, distante tra le 80 e le 446 UA e ribattezzato Biden in suo onore.
Nel mese di ottobre 2015, dopo mesi di speculazioni, ha annunciato, nel corso di una conferenza stampa alla Casa Bianca, anche a seguito della morte prematura del figlio Beau, la sua scelta di non candidarsi per la presidenza degli Stati Uniti nel 2016, appoggiando di fatto la candidatura di Hillary Clinton nelle primarie del partito democratico.
Il 28 febbraio 2016 Biden è intervenuto all'88ª edizione dei premi Oscar pronunciando un breve discorso in merito ai crimini con violenza sessuale e introducendo l'esibizione della cantante Lady Gaga.
Il 15 maggio 2016 Biden ha ricevuto (insieme a John Boehner) la medaglia Laetare dall'Università di Notre Dame, considerata il massimo riconoscimento per i cattolici statunitensi.
Il 12 gennaio 2017 il presidente Obama ha deciso, tra gli ultimi atti della sua amministrazione, di assegnare al suo vice la Medaglia presidenziale della libertà, la massima onorificenza del Paese, definendo Biden come "un leone della storia americana e un esempio per le generazioni future". La medaglia è stata assegnata "con distinzione", onore sino ad allora concesso solamente ad altre tre personalità: al presidente Ronald Reagan, al Segretario di Stato Colin Powell e al pontefice Giovanni Paolo II.
La stampa ha osservato come il rapporto tra il presidente Obama ed il suo vice Biden sia stato uno tra i più solidi che si siano registrati nella storia della presidenza statunitense. Durante un'intervista Biden raccontò che, quando fu diagnosticata la malattia al figlio Beau, decise di vendere la sua casa nel Delaware per sostenere i costi molto elevati derivanti dalle cure. Venutolo a sapere, Obama chiese immediatamente di incontrarlo e si offrì di pagare interamente le cure, evitando la vendita della casa di famiglia. Durante la cerimonia di consegna della Medaglia Presidenziale della Libertà, il Presidente affermò, rivolgendosi a Biden: "Sei stato la prima scelta che ho fatto da candidato, e la migliore".

### Dopo la vicepresidenza

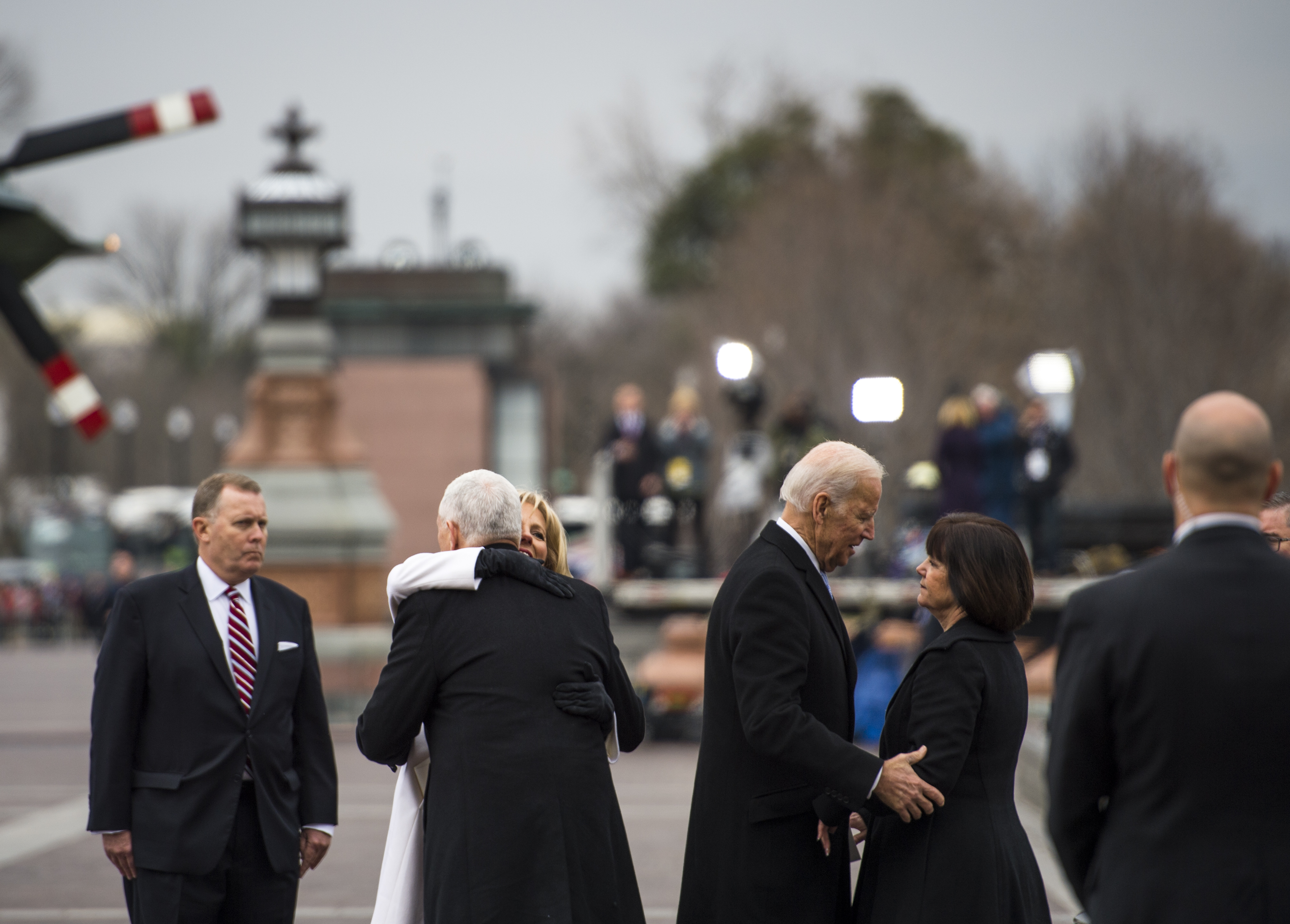
Il vicepresidente Mike Pence e la moglie Karen salutano l'ex vicepresidente degli Stati Uniti Joe Biden e la consorte Jill durante la cerimonia di partenza alla 58ª inaugurazione presidenziale a Washington nel 2017

Nel 2016 Biden aveva rinunciato a candidarsi alle primarie democratiche per la presidenza, dichiarando il suo sostegno alla Clinton. Nel 2017 Biden è stato nominato professore all'Università della Pennsylvania, con l'intenzione di concentrarsi su politica estera, diplomazia e sicurezza nazionale. Nel frattempo guida il Penn Biden Center for Diplomacy and Global Engagement.
Dopo la morte del figlio Beau nel 2015, prosegue la sua agenda di lotta al cancro fondando la Biden Cancer Initiative, basata sul programma "Cancer Moonshot" lanciato quando era alla Casa Bianca. Da molti anni amico intimo del Senatore repubblicano John McCain, morto dello stesso tipo di cancro di suo figlio Beau, nel 2018 presenzia al suo funerale con un discorso commovente ("Mi chiamo Joe Biden. Sono un Democratico. E ho adorato John McCain").
Il 30 marzo 2017, all'inaugurazione del Penn Biden Center for Diplomacy and Global Engagement, rispondendo a uno studente che gli chiedeva quale consiglio volesse dare a Trump, Biden rispose che il presidente avrebbe dovuto crescere e twittare meno, in modo da potersi concentrare seriamente sulle cose da fare nello Studio Ovale.
Nei mesi successivi ha criticato la strumentalizzazione delle paure da parte di Trump, ha definito "dannosa" la guerra commerciale con la Cina e ha duramente criticato la scelta del presidente di ritirare le truppe statunitensi dalla Siria, aprendo la strada all'aggressione dei turchi contro i curdi. Il 31 maggio 2017 Biden si è espresso sul cambiamento climatico definendolo "una minaccia esistenziale per il nostro futuro" e che rimanere nell'accordo di Parigi era la scelta migliore per proteggere i nostri figli e la leadership globale americana. Quando Trump ha annunciato l'uscita degli Stati Uniti dall'accordo, Biden ha criticato duramente la decisione sostenendo anche che la maggioranza degli americani non era affatto d'accordo con la decisione presa dal presidente.
Nel 2017 ha fortemente criticato la proposta di riforma sanitaria dei Repubblicani, definendola "un trasferimento di fondi dalla copertura sanitaria di milioni di americani a riduzioni fiscali per i più ricchi e le grandi aziende". Alla bocciatura della proposta da parte del Congresso, ha esultato su Twitter ringraziando chi aveva lavorato per difendere l'assistenza sanitaria degli americani.

### La candidatura alle elezioni presidenziali del 2020

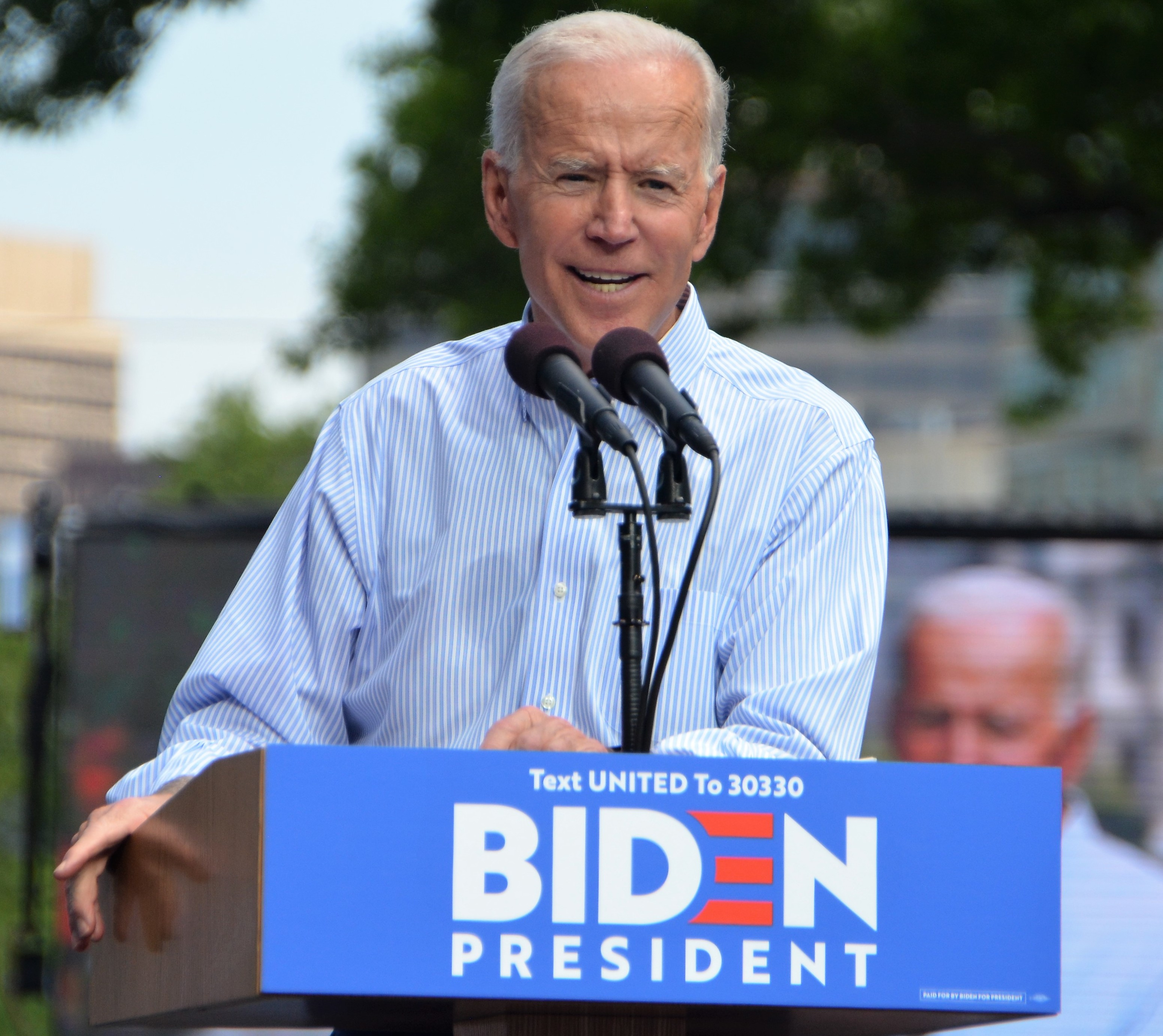
Joe Biden nel maggio 2019

Dopo la vicepresidenza, dal 2017 al 2019 Biden ha espresso ripetutamente la possibilità di candidarsi alle elezioni presidenziali del 2020 e le speculazioni sulla sua possibile candidatura si sono progressivamente moltiplicate, specialmente dopo la pubblicazione delle sue memorie in un libro (Papà, fammi una promessa).
Nel luglio del 2018 ha detto che avrebbe espresso la sua decisione pubblicamente nel gennaio 2019, poco dopo le elezioni di mid-term del novembre 2018, ma la data venne poi posticipata.
Il 25 aprile 2019, con la pubblicazione di un videomessaggio antirazzista di circa 3 minuti, in cui attacca duramente il presidente Donald Trump, Joe Biden ha annunciato ufficialmente la sua candidatura alle primarie democratiche in vista delle elezioni presidenziali del 2020. È la terza volta che si candida dopo quelle del 1988 e del 2008. Nelle 24 ore successive all'annuncio ha raccolto 6,3 milioni di piccole donazioni online per la sua campagna, battendo tutti gli altri candidati democratici delle primarie. Il 18 maggio 2019 inaugura la campagna presidenziale con il primo comizio a Filadelfia (Pennsylvania), città in cui ha scelto di aprire il quartier generale. Il campaign manager della campagna è Greg Schultz, e fra i consiglieri figurano Symone Sanders, Anita Dunn e Cristobal Alex. Le frasi della campagna sono Restore the Soul of America ("Ripristinare l'anima dell'America") e Our best days still lie ahead ("I nostri migliori giorni sono ancora davanti").

#### Programma

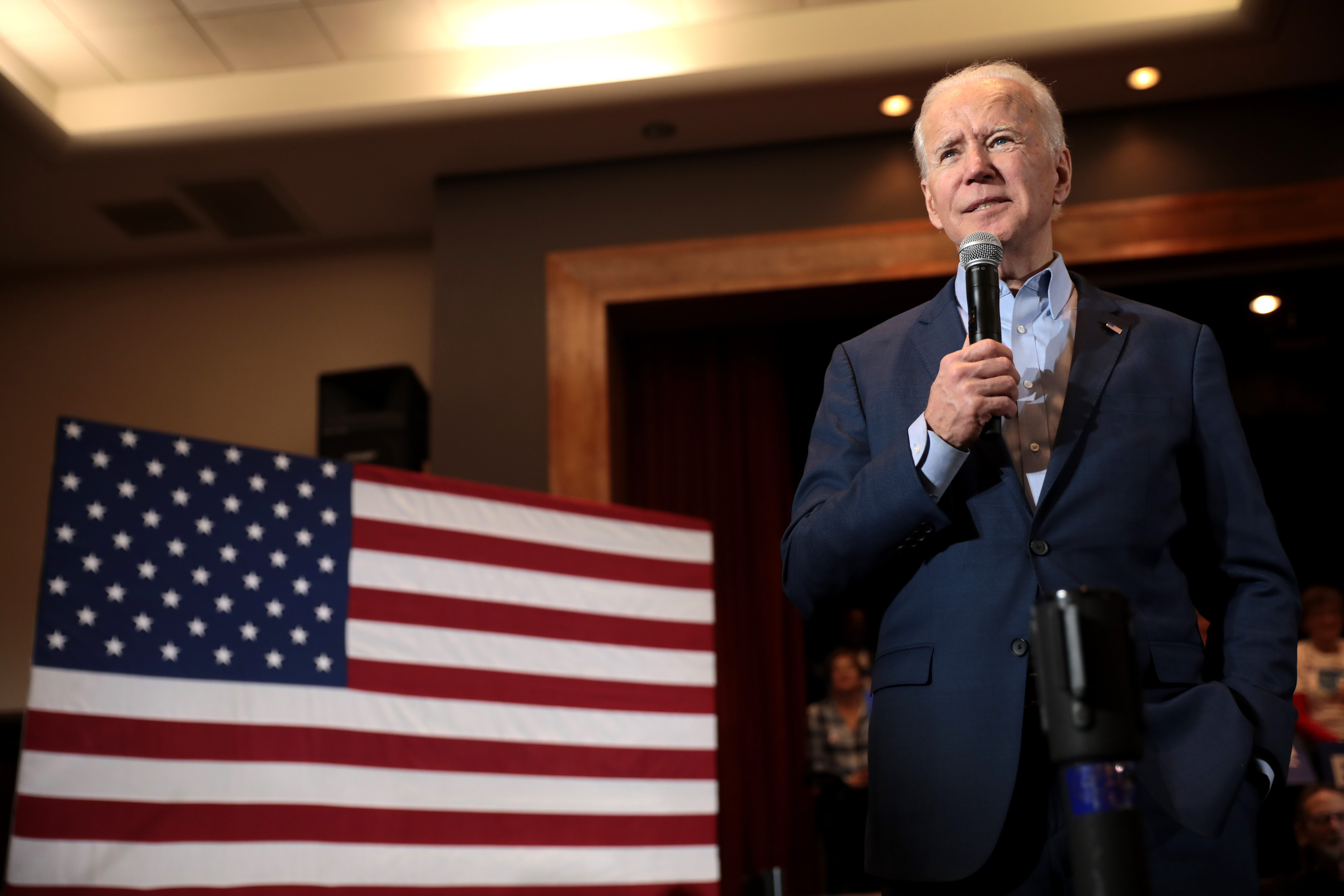
Joe Biden a Henderson (Nevada), nel febbraio 2020

Il programma di Biden, democratico moderato, è progressista. Si pone come obiettivo la "ricostruzione della classe media", aumentando il salario minimo a 15 dollari l'ora, garantendo il rispetto dei diritti sindacali e approvando un piano di 10 milioni di posti di lavoro nella "rivoluzione verso la clean-economy". Il programma economico prevede un imponente investimento in infrastrutture e manutenzione (1.300 miliardi di dollari in 10 anni) per dare lavoro alla classe media, rendere l'economia degli Stati Uniti sostenibile dal punto di vista ambientale e arrivare a collegare anche le zone più rurali del paese.
In politica estera e migratoria Biden propone di eliminare il Travel Ban che aveva sbarrato l'ingresso ai cittadini provenienti da Paesi a maggioranza musulmana come la Siria e di eliminare le politiche di asilo messe in campo da Trump (compresa la pratica che prevede la separazione delle famiglie di migranti irregolari al confine). Biden propone, inoltre, una rinnovata fiducia nella NATO e un rafforzamento della cooperazione con gli alleati. Per quanto riguarda l'Iran, il candidato promette che, nel caso in cui Teheran dovesse tornare a rispettare il patto sul nucleare, gli USA rientrerebbero nell'accordo del 2015.
Per quanto riguarda il tema ambientale, secondo lui, si potrà trasformare la minaccia del riscaldamento globale in un’opportunità per rilanciare il settore energetico e dare impulso alla crescita economica. Ha detto che mira a rendere l’America una "superpotenza energetica", sfruttando il sistema degli appalti pubblici per arrivare ad alimentare la nazione interamente grazie a energia rinnovabile e promuovere la diffusione di veicoli elettrici. Ha detto che ha intenzione di imporre limiti stringenti sulle emissioni di metano, ridurre l'inquinamento atmosferico prodotto dal settore dei trasporti, assicurandosi che vengano messe in pratica e migliorate le disposizioni contenute nel Clean Air Act. Si è impegnato a lavorare affinché gli Stati Uniti arrivino a produrre zero emissioni nette entro il 2050 e a richiedere alle società pubbliche di rivelare i rischi per il clima e le emissioni di gas climalteranti nelle loro operazioni e catene di approvvigionamento.
Sul controllo delle armi, sostiene con forza provvedimenti molto stringenti sul loro utilizzo guadagnandosi l'avversione della National Rifle Association of America (NRA), l'organizzazione che agisce in favore dei detentori di armi da fuoco. In passato, da Senatore, Biden l'ha già fronteggiata due volte riuscendo nel suo intento: nel 1993 è stato promotore al Congresso del Brady hundgun violence prevention act, una delle più importanti leggi sul controllo delle armi che ha istituito il sistema di background checks, i controlli cui gli acquirenti vengono sottoposti per verificare che siano idonei al possesso di un’arma, e nel 1994 ha garantito, insieme alla senatrice Dianne Feinstein, l'approvazione di un divieto della durata di dieci anni sui fucili d’assalto e sui caricatori ad alta capacità. Da presidente, ha detto, la affronterà di nuovo.
Sulla sanità, Biden ha l'ambizione di ripartire dall'Obamacare, la più grande riforma della sanità negli Stati Uniti avvenuta nel 2010, per poi aggiungere ulteriori tasselli: dare la possibilità a ogni cittadino di scegliere un'opzione di assistenza pubblica oltre che privata (e non solo a determinate categorie di cittadini), aumentare il valore dei crediti d'imposta per estendere la copertura a più lavoratori e concedere alle famiglie della classe media un credito d'imposta in più per aiutarle a pagare la copertura.
Per Biden, l'immigrazione è essenziale per definire l'identità degli Stati Uniti, i valori fondamentali del paese e le sue aspirazioni per il futuro. Per questo l'ex vice di Obama vorrebbe riprendere da dov'è stato interrotto, ripristinando una legge (cancellata da Trump) che permetteva di rinviare di due anni o più l'espulsione dei minori entrati negli Usa illegalmente.
Biden ha dichiarato che da presidente nominerà una donna afroamericana come giudice alla Corte Suprema.

#### La corsa alle primarie
Rimasto per mesi in testa a tutti i sondaggi a livello nazionale e considerato il front-runner favorito per la nomination, con l'inizio delle votazioni nel febbraio 2020 e con le sconfitte in Iowa (arrivato quarto) e New Hampshire (classificato quinto) molti hanno iniziato a considerare in declino la sua candidatura. Ha ottenuto una piccola ripresa in Nevada, arrivando secondo dietro Bernie Sanders, ma è con la schiacciante vittoria nelle primarie della Carolina del Sud del 29 febbraio 2020 (48%), grazie al forte sostegno della comunità afroamericana, che ha rilanciato la sua corsa in vista del Super Tuesday. Il 2 marzo ha ricevuto l'appoggio di Amy Klobuchar, Pete Buttigieg e Beto O'Rourke, tutti ex candidati ritiratisi dalle primarie.
Con il Super Tuesday del 3 marzo Biden, con la vittoria in 10 stati sui 14 al voto, è ritornato a essere il front-runner della corsa. Fra gli altri, ha ottenuto la vittoria in Texas, in Minnesota (lo Stato di Amy Klobuchar), Massachusetts (lo Stato della rivale ancora in corsa Elizabeth Warren), Virginia e North Carolina. In seguito ai risultati, Michael Bloomberg ha ritirato la candidatura e annunciato il suo appoggio a Biden.
L'8 marzo anche Kamala Harris, Senatrice della California ed ex candidata alle primarie, ha annunciato il suo appoggio a Biden.
Si è consolidata la sua posizione di front-runner democratico dopo le vittoria del 10 marzo in Idaho (49%), Mississippi (81%), Missouri (60%), soprattutto in Michigan (53%) e Washington (38%), due stati che furono vinti da Sanders nel 2016. Il 16 marzo, durante il primo dibattito televisivo solo con Sanders, ha annunciato che in caso di vittoria il suo running mate, ovvero il candidato vicepresidente, sarebbe stata una donna. Il 17 marzo si è imposto ulteriormente trionfando in Florida (62%), Illinois (59%) e Arizona (44%).

### Elezioni presidenziali del 2020

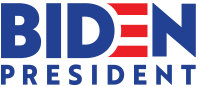
Il logo della campagna di Joe Biden per le presidenziali 2020

L'8 aprile 2020, con il ritiro dell'unico sfidante rimasto in corsa, il senatore del Vermont Bernie Sanders, è divenuto ufficialmente il candidato democratico in pectore alle elezioni presidenziali del 3 novembre, in cui sfiderà il presidente uscente Donald Trump. Secondo la CNN, fra le possibili scelte come candidata a vicepresidente figurano le senatrici ed ex candidate Kamala Harris (da tempo molto quotata), Elizabeth Warren e Amy Klobuchar. Fra le altre, anche Stacey Abrams, la governatrice del New Mexico Michelle Lujan Grisham e la governatrice del Michigan Gretchen Whitmer.
Il 13 aprile, il senatore Sanders e suo principale sfidante, ha annunciato il suo appoggio a Biden nella corsa presidenziale e chiesto ai suoi sostenitori di sostenerlo, specificando che lavorerà con lui per fare in modo che Trump sia sconfitto. Il giorno successivo, il 14 aprile, l'ex presidente degli Stati Uniti Barack Obama ha pubblicato un videomessaggio di 11 minuti in cui annunciava il suo pieno sostegno a Biden, suo ex vicepresidente alla Casa Bianca, illustrando le sue doti e le ragioni per cui ritiene che sarà un ottimo presidente, ringraziando Sanders per la sua correttezza e sottolineando l'importanza dell'unità dei democratici verso la sfida di novembre. Il 15 aprile ha ottenuto anche il sostegno della senatrice ed ex candidata alle primarie Elizabeth Warren. Il 28 aprile riceve l'appoggio anche dell'ex Segretario di Stato e candidata democratica alle elezioni presidenziali del 2016 Hillary Clinton.
Fra i co-presidenti della campagna di Biden figurano, fra gli altri, Eric Garcetti (sindaco di Los Angeles), Lisa Blunt Rochester, Valerie Biden Owens, Cedric Richmond e Gretchen Whitmer (governatrice del Michigan). Ad aprile, la campagna di Biden ha comunicato di aver raccolto nel mese di marzo 2020 (quando non era ancora il presunto candidato democratico) 46,7 milioni di dollari da donazioni on-line, superando le raccolte fondi della Clinton e di Obama rispettivamente del marzo 2016 e del marzo 2012.
A maggio Biden ha composto, con la collaborazione di Bernie Sanders, dei gruppi di lavoro per sviluppare ulteriormente e al meglio il programma elettorale dei democratici in vista delle elezioni presidenziali. Alla guida del gruppo per le strategie contro i cambiamenti climatici ha nominato Alexandria Ocasio-Cortez, una popolare deputata di New York che aveva appoggiato Sanders durante le primarie, ma che aveva proposto il New Green Deal, un piano con l'obiettivo di rendere "verde” l'economia statunitense per salvare il paese dalla minaccia del riscaldamento globale.
Malgrado i molti rinvii delle elezioni primarie negli Stati a causa dell'emergenza legata al nuovo coronavirus, il 6 giugno 2020 Biden ha raggiunto la quota di 1 991 delegati, diventando il candidato in pectore del Partito per la presidenza, in attesa che questa candidatura sia sancita dalla Convention che si terrà in estate. Al termine di tutte le votazioni, conclusesi l'11 agosto, Biden ha raccolto complessivamente 19 058 015 voti, diventando il candidato che ha totalizzato più preferenze nella storia delle primarie democratiche degli Stati Uniti.
L'11 agosto ha annunciato ufficialmente di aver scelto la senatrice della California Kamala Harris come sua candidata vicepresidente. La Harris è la prima donna nera a essere indicata in un ticket presidenziale.
Il 18 agosto, nella seconda serata della Convention democratica (organizzata e svolta a distanza, via streaming, a causa della pandemia di coronavirus), è stato ufficialmente designato quale candidato democratico alle elezioni presidenziali di quell'anno. Fra gli altri, sono intervenuti per sostenerlo l'ex First lady Michelle Obama, il senatore ed ex sfidante Bernie Sanders, la giovane deputata Alexandria Ocasio-Cortez, il repubblicano ex governatore dell'Ohio e candidato alle primarie presidenziali repubblicane del 2016 John Kasich, l'ex segretario di Stato repubblicano Colin Powell, oltre a Cindy McCain, vedova dell'ex senatore e candidato presidente repubblicano del 2008 John McCain. Alla prima serata di lavori è intervenuto anche il fratello di George Floyd. Nel mese di agosto la campagna di Biden ha raccolto circa 364 milioni di dollari, stabilendo un nuovo record di raccolta fondi da piccole donazioni online nelle elezioni statunitensi.

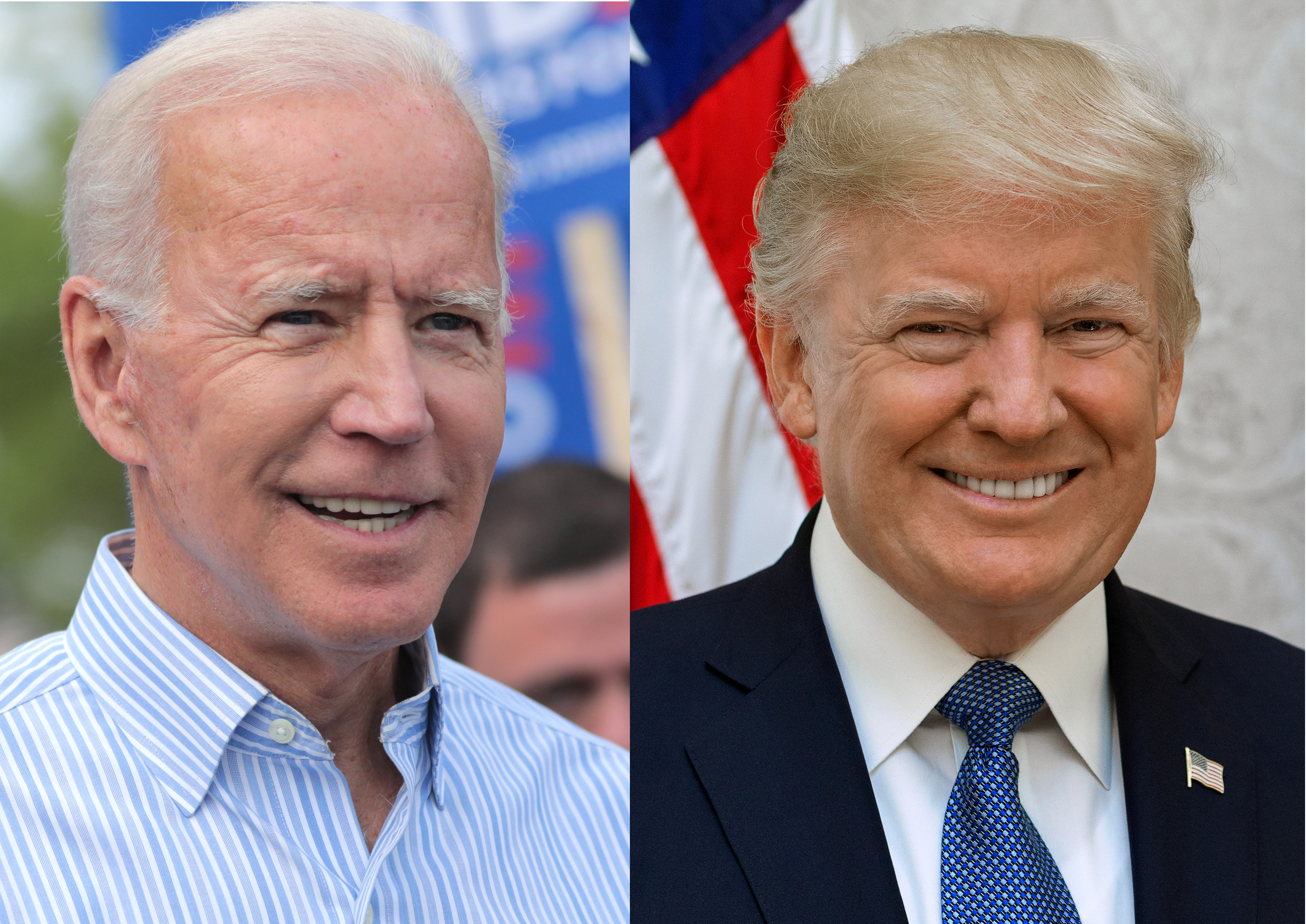
Joe Biden e Donald Trump

A seguito delle elezioni tenutesi il 3 novembre 2020 Joe Biden è stato eletto presidente degli Stati Uniti, venendo riconosciuto presidente eletto il 7 novembre. Con 81 282 896 voti (51,3%), è il candidato presidenziale che ha ricevuto più voti popolari nella storia degli USA. Oltre a riconquistare lo storico blue wall (Pennsylvania, Michigan, Wisconsin), che nel 2016 costò la sconfitta a Hillary Clinton. Biden, inoltre, è riuscito a conquistare l'Arizona e la Georgia, due stati tradizionalmente repubblicani e che non votavano un candidato democratico rispettivamente dal 1996 e dal 1992.

## Presidenza (2021-2025)

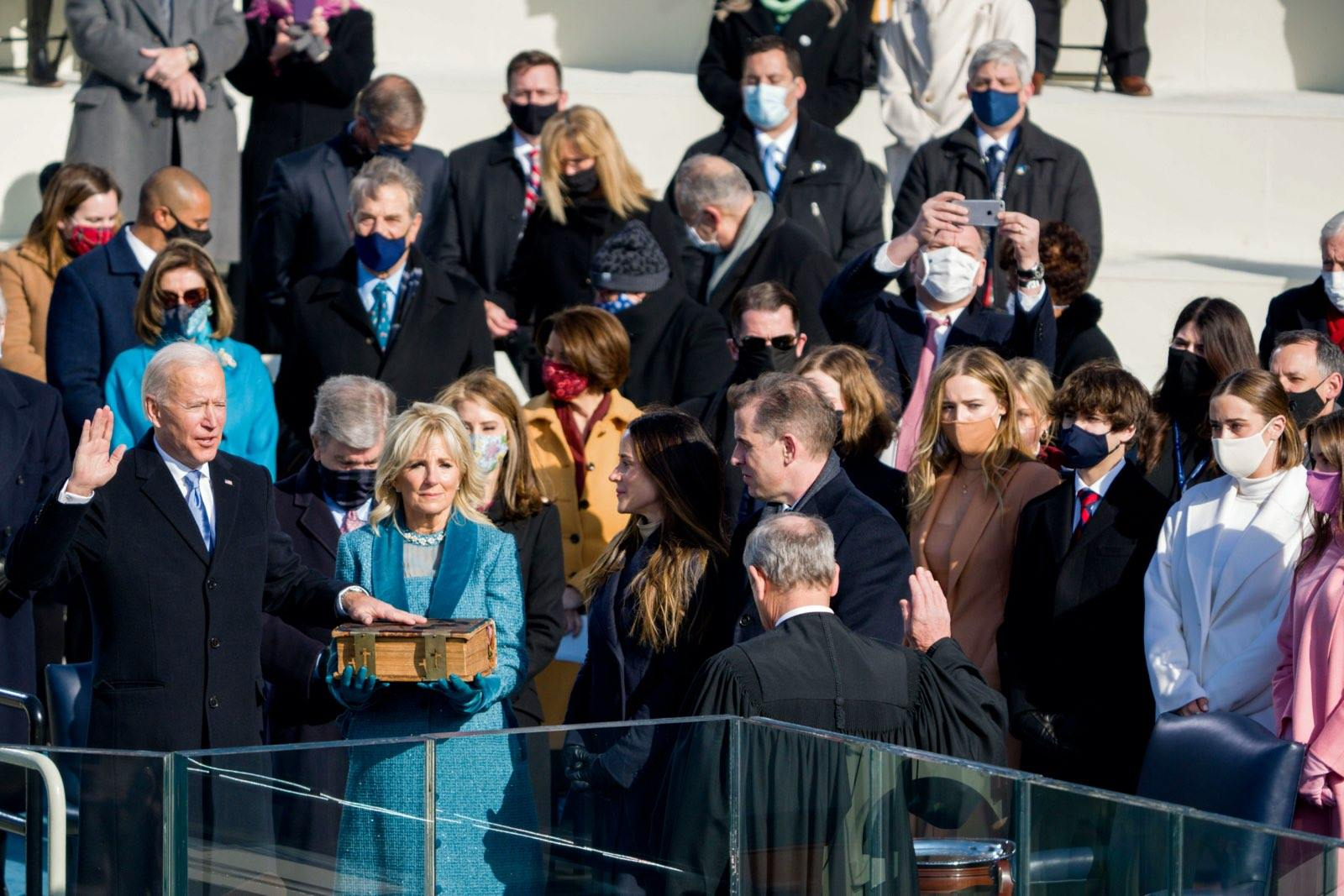
Joe Biden presta giuramento presidenziale, 20 gennaio 2021

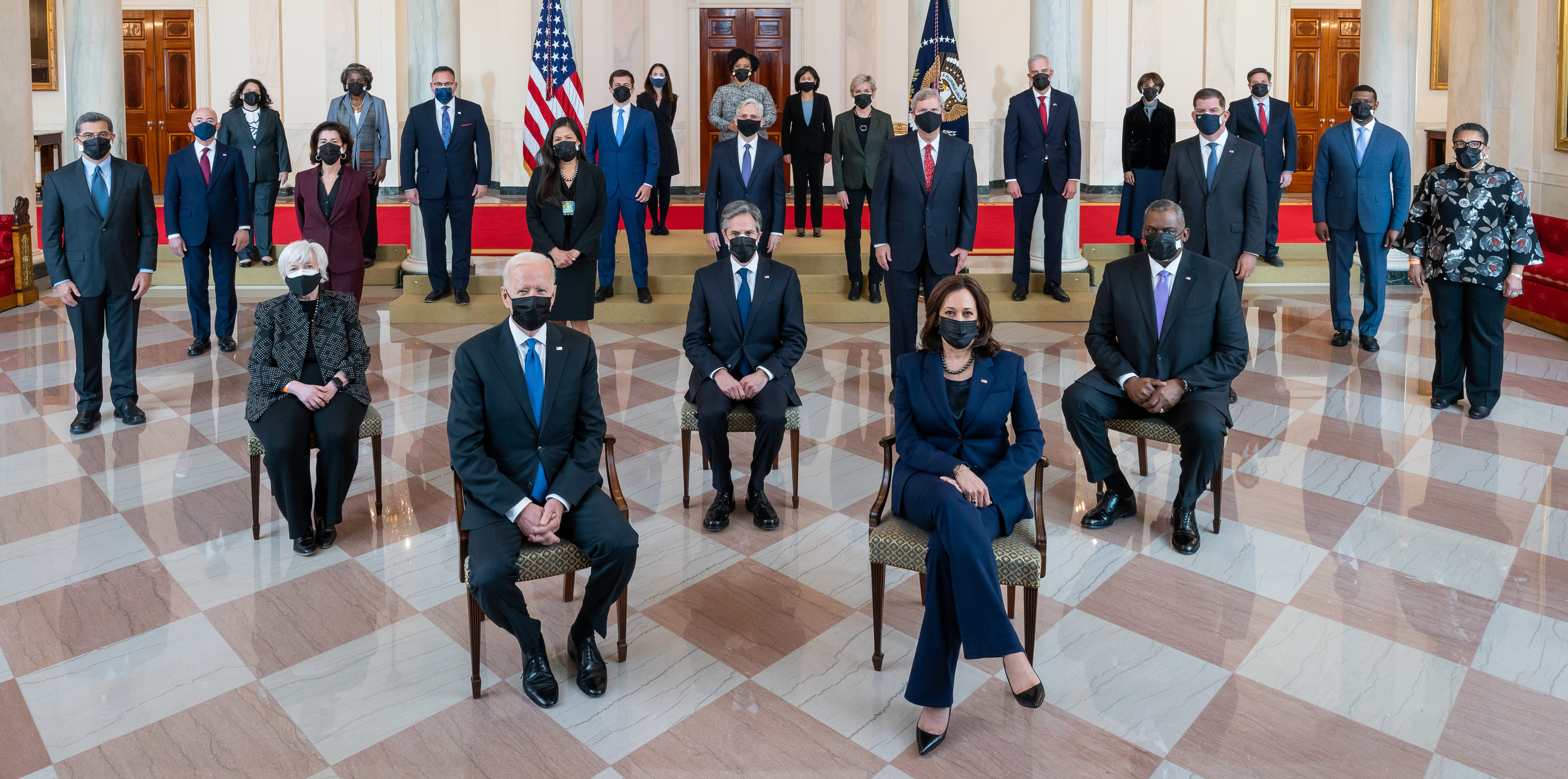
Il presidente Joe Biden con il suo gabinetto

Joe Biden ha giurato ed è entrato in carica il 20 gennaio 2021, insieme alla vicepresidente eletta Kamala Harris, prima donna, oltre che nera indo-americana, a ricoprire la carica. Risulta la persona più anziana al momento dell'assunzione della presidenza nella storia degli Stati Uniti, la seconda nata in Pennsylvania dai tempi di James Buchanan (1857-1861) e la seconda di fede cattolica dopo John Fitzgerald Kennedy (1961-1963).

### Politica interna

#### Primi cento giorni

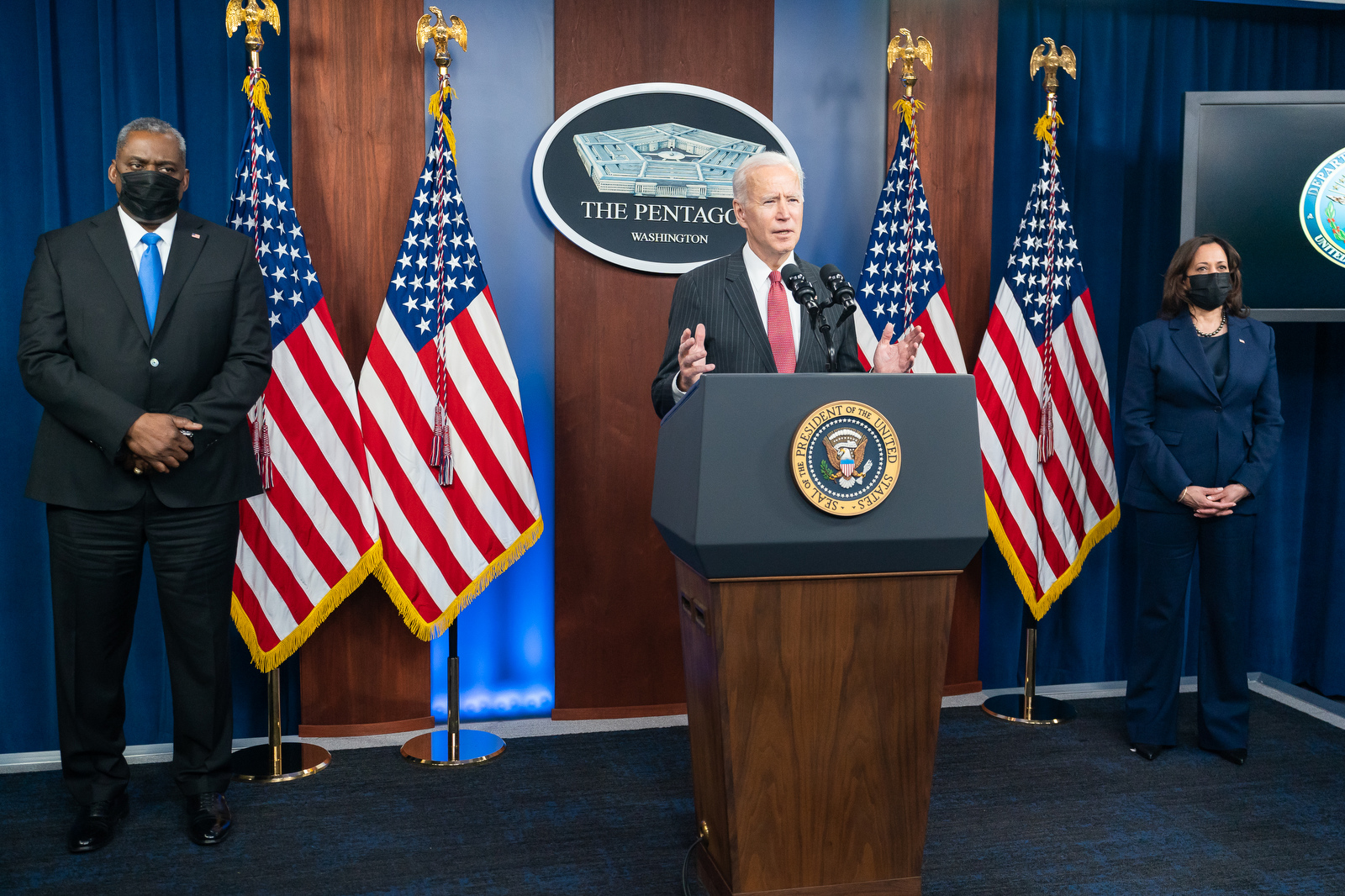
Il presidente Biden con la vicepresidente Kamala Harris e il segretario della difesa Lloyd Austin, 10 febbraio 2021

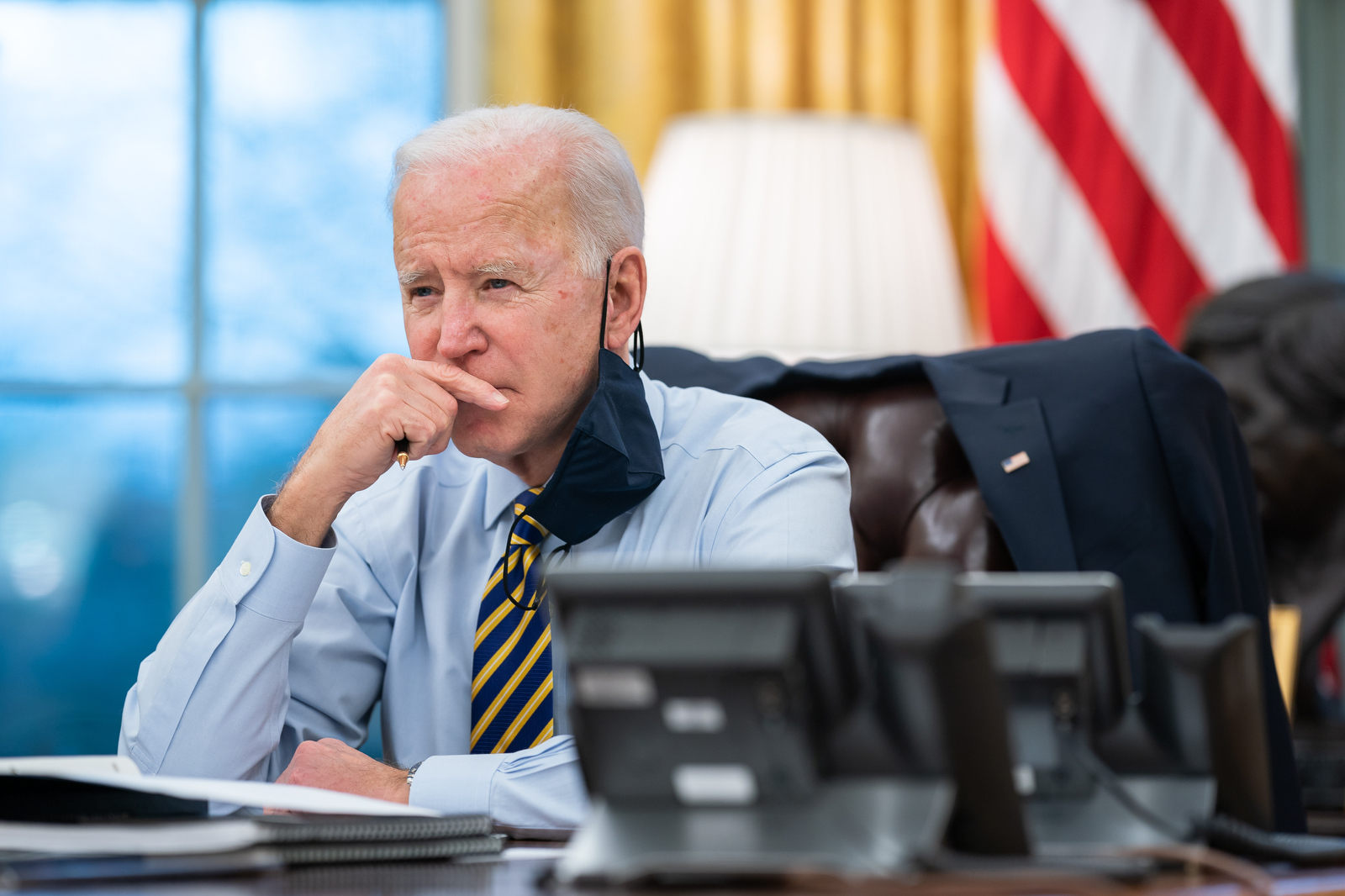
Il presidente Joe Biden partecipa a una teleconferenza con i governatori colpiti dalla tempesta di neve nel mezzo del paese nello Studio Ovale, 16 febbraio 2021

Nei primi 100 giorni dall'entrata in carica, Biden ha firmato una serie di ordini esecutivi per affrontare questioni importanti come la pandemia, la recessione economica, il controllo delle armi e la giustizia sociale: il suo primo atto è stato la firma dell'Ordine esecutivo 13991, il quale, nell'ottica di contrasto alla pandemia da COVID-19, impone di indossare la mascherina e di mantenere il distanziamento sociale negli edifici e nelle proprietà federali.
Fra i primi atti, Biden con un ordine esecutivo ferma il processo avviato dall'ex Presidente Trump che avrebbe portato gli Stati Uniti a uscire dall'Organizzazione Mondiale della Sanità (OMS) dal luglio 2021, manifestando l'intenzione degli USA di continuare a farne parte.
Sempre nei primi giorni da Presidente, ha cancellato il Muslim travel ban, le limitazioni alla concessione di visti per l’ingresso negli Stati Uniti ai cittadini di alcuni paesi africani e a maggioranza musulmana e fermato la costruzione del muro con il Messico, ritirando la dichiarazione dello stato di emergenza che ne consentiva il finanziamento. Inoltre, ha esteso una sospensione sugli sfratti in seguito alla crisi da coronavirus e ha sospeso anche il pagamento del debito universitario federale almeno fino a settembre 2021.
La sua Amministrazione ha rapidamente ribaltato diverse politiche che avevano caratterizzato la precedente amministrazione Trump, soprattutto in ambito ambientale (rientro degli Stati Uniti nell'Accordo di Parigi sui cambiamenti climatici), nel campo dei diritti civili (con la fine al divieto per le persone transgender di servire nelle forze armate) e in quello economico (con l'aumento della protezione occupazionale per i lavoratori federali).

#### Economia
Il 14 gennaio 2021, prima di entrare in carica, Biden ha annunciato che tra i primi atti da presidente avrebbe stanziato 1900 miliardi di dollari per un piano denominato "American Rescue Plan", comprendente anche mille miliardi di dollari di aiuti diretti (inclusi assegni da 1400 dollari per persona), facilitando l'accesso a servizi di assistenza sanitaria, aumentando il salario minimo, estendendo l'assicurazione contro la disoccupazione e stanziando fondi di emergenza per le famiglie con bambini e ai lavoratori senza figli. Il piano include inoltre 440 miliardi di dollari di "sostegno comunitario", 350 miliardi di dollari di sostegno comunitario ai pronto soccorso e a piccole e medie imprese, 400 miliardi di dollari per un piano nazionale di vaccinazione e riaperture scolastiche e 10 miliardi di dollari per modernizzare l'infrastruttura di sicurezza informatica federale. La legge è stata approvata dalla Camera dei Rappresentanti il 27 febbraio e dal Senato 6 marzo, con il voto decisivo della vicepresidente Kamala Harris, mentre i repubblicani hanno votato contro in entrambi i rami del Congresso.
Il 15 novembre 2021 Biden ha firmato la legge sulle infrastrutture, provvedimento approvato in entrambe le ali del Congresso grazie anche al voto di parte del Partito Repubblicano, dopo che era rimasto bloccato alla Camera dei Rappresentanti a causa delle divisioni interne tra l'ala centrista e quella progressista del Partito Democratico. Il provvedimento prevede la spesa di 1200 miliardi di dollari in otto anni per ammodernare le infrastrutture nazionali, renderle ecologicamente più sostenibili e allargare la rete Wi-Fi nelle zone rurali del Paese.
Tuttavia, il nucleo centrale dell'agenda economica del presidente era incentrato sul Build Back Better Act, un pacchetto di spesa sociale di 3,5 trilioni di dollari che ampliava la rete di protezione sociale per le fasce più deboli della popolazione e implementava la lotta al cambiamento climatico; dato che i repubblicani al Congresso (specialmente al Senato) non hanno dato il proprio appoggio, i deputati democratici hanno tentato di farlo passare attraverso la cosiddetta budget reconciliation, un provvedimento che permette di far passare i disegni di legge contenenti misure economiche aggirando il filibuster, lo strumento di ostruzionismo congressuale statunitense. Pertanto si è dovuto faticare a convincere il senatore democratico moderato della West Virginia, Joe Manchin, di appoggiare il provvedimento, anche abbassandone la soglia a 2,2 trilioni di dollari, incontrando però la sua netta opposizione. Pertanto, le coperture economiche del disegno di legge hanno dovuto essere completamente riviste e rielaborate nel successivo provvedimento, l'Inflation Reduction Act, introdotto nel 2022 dai senatori democratici Chuck Schumer e Joe Manchin, a tangibile evidenza delle negoziazioni tra le ali liberal e moderate del partito, incarnate rispettivamente da Schumer e Manchin. Il pacchetto legislativo, che mira anche a combattere la crescente inflazione dovuta all'aumento dei prezzi dell'energia, conta 739 miliardi di dollari, dei quali 370 destinati all'energia e al cambiamento climatico (soprattutto grazie all'investimento interno in forti di energia rinnovabile), 300 miliardi per la riduzione del disavanzo pubblico, il finanziamento triennale dell'Affordable Care Act, la riduzione del costo dei farmaci da prescrizione e la riforma del fisco. Quindi, il 7 agosto 2022 il testo è passato al Senato con i soli voti democratici (51 a 50, grazie al voto della vicepresidente Harris), mentre la Camera lo ha votato il 12 agosto: Biden ha infine firmato il provvedimento il 16 dello stesso mese.
Il 9 agosto il presidente ha inoltre firmato il CHIPS and Science Act, che stanzia miliardi di dollari in ricerca nazionale per la produzione di semiconduttori negli Stati Uniti, al fine di rendere il Paese economicamente competitivo con la Cina.
A gennaio 2025, al termine della sua Presidenza, Biden lasciato la Casa Bianca con 16,6 milioni di posti di lavoro in più rispetto al gennaio 2021, quando entrò in carica.

#### Politiche sociali
La politica sociale di Biden ha ricevuto critiche bipartisan per la poca efficacia e gli scarsi successi ottenuti, specie nel campo dell'immigrazione clandestina. Infatti, già a marzo del 2021, quando si è intensificata la già crescente ondata migratoria dagli Stati dell'America centrale verso il confine statunitense, il presidente aveva ricevuto critiche sia per il mantenimento del Titolo 42, voluto dall'amministrazione Trump per favorire le deportazioni forzate di immigrati, sia per il rimpatrio dei minori non accompagnati, a causa della saturazione delle strutture destinate all'accoglienza, nonostante che in precedenza avesse dichiarato che la sua Amministrazione non li avrebbe espulsi, tanto da richiedere il supporto dell'Agenzia federale per la gestione delle emergenze.
Maggior successo ha avuto la sua lotta contro la proliferazione delle armi d'assalto, dopo l'ennesima strage avvenuta nell'estate del 2022 in una scuola elementare di Uvalde, in Texas: la Bipartisan Safer Communities Act, approvata sia dai Democratici che dai Repubblicani al Congresso, per la prima volta dopo anni introduce controlli più severi sulla vendita di armi alle persone con meno di 21 anni, indagini sui requisiti per la licenza federale di armi da fuoco, programmi di intervento in caso di crisi, restrizioni a scappatoie per l'acquisto di armi e ulteriore lotta al traffico d'armi. Il presidente ha firmato la legge il 25 giugno 2022.
Altro campo dove Biden è intervenuto energicamente è la riduzione del debito studentesco statunitense, tema caro ai democratici progressisti, che grava su 43 milioni di cittadini della classe media per debiti contratti nelle università e negli istituti scolastici federali per circa 1,6 miliardi di dollari: quasi un quinto deve meno di 10.000 dollari. Il presidente, utilizzando i suoi poteri esecutivi, nell'agosto del 2022 ha annunciato che condonerà fino a 10.000 dollari di prestiti studenteschi federali per milioni di americani che guadagnano meno di 125.000 dollari ogni anno; il condono riguarderà anche 20.000 dollari di debito agli studenti che usufruiscono delle borse di studio Pell, che si applicano a coloro che hanno maggiori difficoltà economiche. Soddisfazione è stata espressa dall'ala progressista del partito, tra cui Chuck Schumer e la senatrice del Massachusetts Elizabeth Warren (anche se essi avevano spinto la cifra da condonare fino a 50.000 dollari), mentre il provvedimento si è attirato le critiche dei repubblicani e di alcuni democratici moderati, che hanno evidenziato il possibile aumento di 300 milioni del debito federale e la crescita dell'inflazione. Conseguentemente il 30 giugno 2023 la Corte Suprema ha bocciato e annullato il piano di Biden per cancellare i debiti studenteschi con 400 miliardi di dollari specificando che per una tale ingente somma di denaro avrebbe dovuto chiedere il parere del Congresso, nonostante ciò ha promesso di attuare la sua politica con una legge diversa.
Il 6 ottobre 2022, ai sensi della legge federale, Biden ha graziato i condannati per possesso di piccole quantità di marijuana, considerata legale in 38 Stati del Paese a scopo terapeutico, rivedendo le sue posizioni politiche degli anni Novanta, quando appoggiò la politica di stretta sulle droghe leggere varata dall'amministrazione Clinton, provvedimento che punì con il carcere soprattutto le minoranze afroamericane, ispaniche e le fasce più povere della popolazione.
Nel settembre 2023, durante lo storico sciopero del sindacato United Auto Workers, Biden è stato il primo presidente a partecipare ad uno sciopero. Lo sciopero ha poi ottenuto importanti aumenti salariali.

#### Immigrazione
Nonostante le dichiarazioni in senso contrario fatte durante la campagna presidenziale del 2020, il 5 ottobre 2023 Biden annuncia che riprenderà la costruzione di altri 32 km del muro al confine con il Messico nella contea di Starr in Texas, affermando che benché non creda all'efficacia della misura, i fondi erano già stati stanziati nel 2019 dall'amministrazione Trump e non potevano legalmente essere usati in altro modo. Tra gennaio e febbraio 2024 l'amministrazione Biden-Harris sostiene l'approvazione di una legge bipartisan che conferisce al presidente l'autorità di chiudere i confini laddove vi sia una situazione emergenziale o di sovraffollamento, velocizza le procedure di ammissione e di rimpatrio dei migranti e stanzia fondi per combattere il contrabbando e il narcotraffico, con particolare attenzione alla diffusione del fentanyl.

#### Nomine giudiziarie

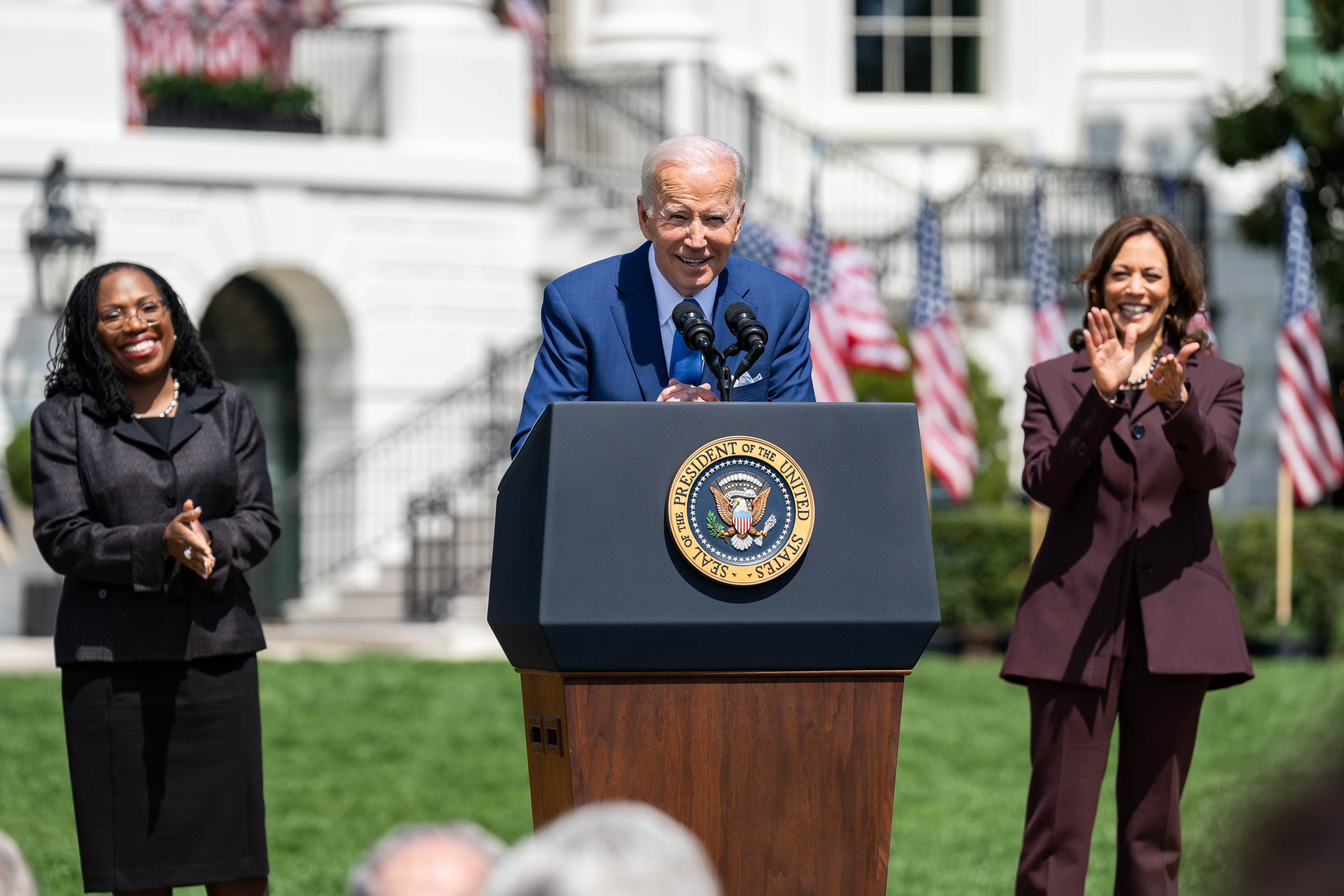
Joe Biden e la vicepresidente Kamala Harris annunciano la nomina di Ketanji Brown Jackson (sulla sinistra) a giudice della Corte Suprema degli Stati Uniti

Il 25 marzo 2022, dopo che Stephen Breyer, giudice liberal della Corte suprema degli Stati Uniti, ha annunciato il suo ritiro, il presidente Biden ha nominato al suo posto Ketanji Brown Jackson, una giudice federale afroamericana, mantenendo così una delle sue promesse fatte in campagna elettorale, sebbene ciò non modifichi la composizione del supremo organo giudiziario americano, ancora in mano ai conservatori. La nomina di Brown Jackson è stata confermata il 7 aprile, con 53 voti a favore (i senatori democratici e tre repubblicani) e 47 contrari (tutti repubblicani); la nuova giudice, prima donna afroamericana a sedere alla Corte Suprema, è entrata in carica il 30 giugno, quando il ritiro del giudice Breyer è diventato effettivo.

### Elezioni di metà mandato del 2022
Il 2 settembre 2022, in occasione delle elezioni di metà mandato previste per l'8 novembre successivo per il rinnovo del Congresso degli Stati Uniti, il presidente Biden ha pronunciato a Filadelfia un discorso nel quale ha esortato l'elettorato democratico a recarsi in massa a votare in vista di "una battaglia per l'anima della nazione". Pur avendo conseguito una risicata maggioranza alla Camera dei Rappresentanti (222 seggi su una maggioranza di 218), il Partito Repubblicano non è riuscito a riprendere il controllo del Senato federale, che è rimasto in mano ai democratici, i quali hanno anzi aumentato la loro maggioranza a 51 senatori, grazie alla riconferma del senatore della Georgia Raphael Warnock in dicembre.
Così, per la prima volta dal 1986, il partito del presidente al potere non ha perso le elezioni di metà mandato, che tradizionalmente vengono vinte dal partito avversario; i democratici hanno avuto una performance molto superiore ai trend storici, mentre l'ondata rossa (colore dei repubblicani) non è avvenuta. Il GOP, infatti, ha avuto migliori risultati in roccaforti come la Florida, il Tennessee e il Texas, e ha visto incrementare i propri voti nel tradizionalmente democratico stato di New York, il che ha permesso di ottenere il controllo della Camera con una risicata maggioranza; questo risultato, però, è stato controbilanciato da una performance deludente di alcuni candidati in seggi critici, incluso il Senato, dove gli elettori hanno rifiutato i candidati repubblicani sostenuti da Donald Trump o che hanno negato la sua sconfitta alle elezioni presidenziali statunitensi del 2020, sfidando le analisi che prevedevano un sistema politico più favorevole ai repubblicani.
A livello statale e senatoriale, il Partito Democratico ha mostrato una notevole e inattesa tenuta, ottenendo un incremento di governatori democratici, strappando ai Repubblicani l'Arizona, il Maryland e il Massachusetts, mentre i Repubblicani hanno ottenuto il governatore del Nevada. Nelle elezioni legislative statali, i Democratici hanno vinto sui Repubblicani entrambe le camere della Legislatura dello stato del Michigan, il Senato del Minnesota, la Camera dei rappresentanti della Pennsylvania e hanno portato ad un governo di coalizione nel Senato dell'Alaska. A seguito di queste elezioni legislative e governatoriali, i Democratici hanno ottenuto il pieno controllo del governo del Michigan per la prima volta dal 1983, mentre in Massachusetts, in Maryland e in Minnesota per la prima volta dal 2015. Quelle del 2022 sono le prime elezioni di metà mandato dal 1934 in cui il partito del presidente non ha perso in nessuna camera statale o nessun senatore in carica. Unica vittoria repubblicana di rilievo è stata l'elezione a governatore della Florida di Ron DeSantis, in uno Stato storicamente cruciale per le elezioni presidenziali.
Probabilmente forte del successo ottenuto dal partito dell'asinello alle elezioni, a fine febbraio del 2023 Biden ha fatto intuire che intende candidarsi per un secondo mandato alle elezioni presidenziali del 2024.

### Politica estera

#### Unione europea

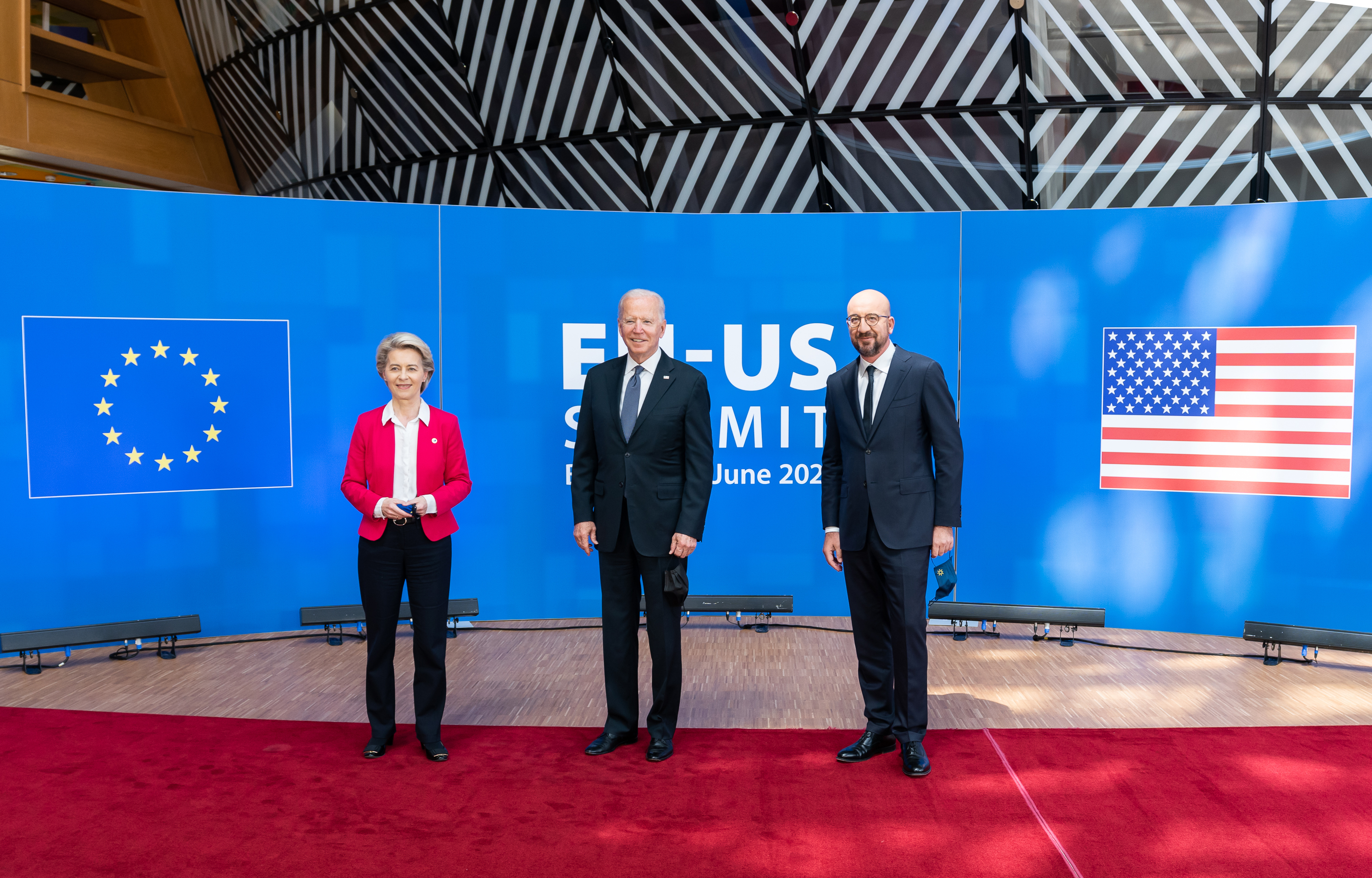
Joe Biden visita il Palazzo Europa con la presidente della Commissione europea Ursula von der Leyen e il presidente del Consiglio europeo Charles Michel

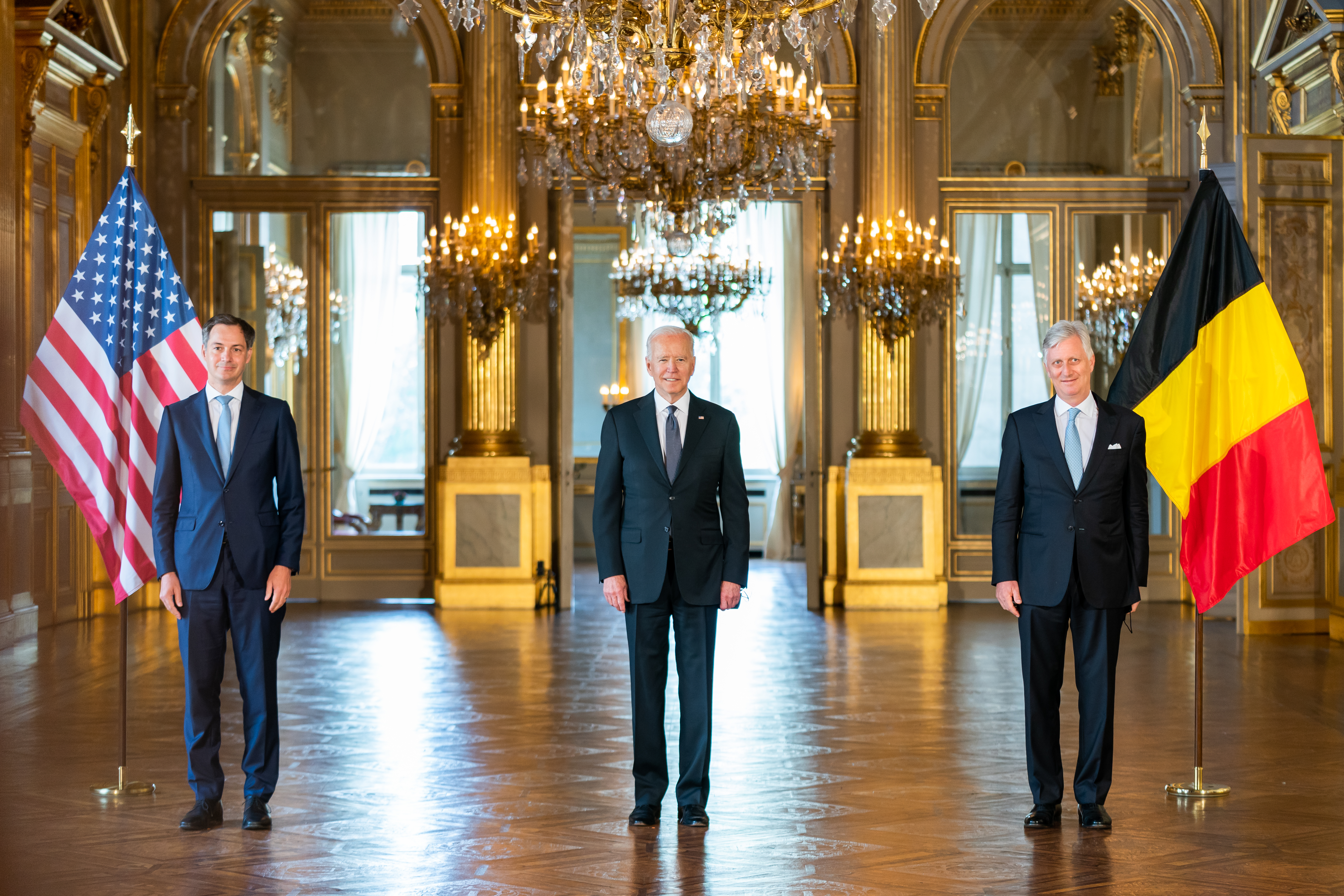
Joe Biden con il re Filippo del Belgio e il primo ministro Alexander De Croo. Bruxelles, Palazzo Reale, 15 giugno 2021.

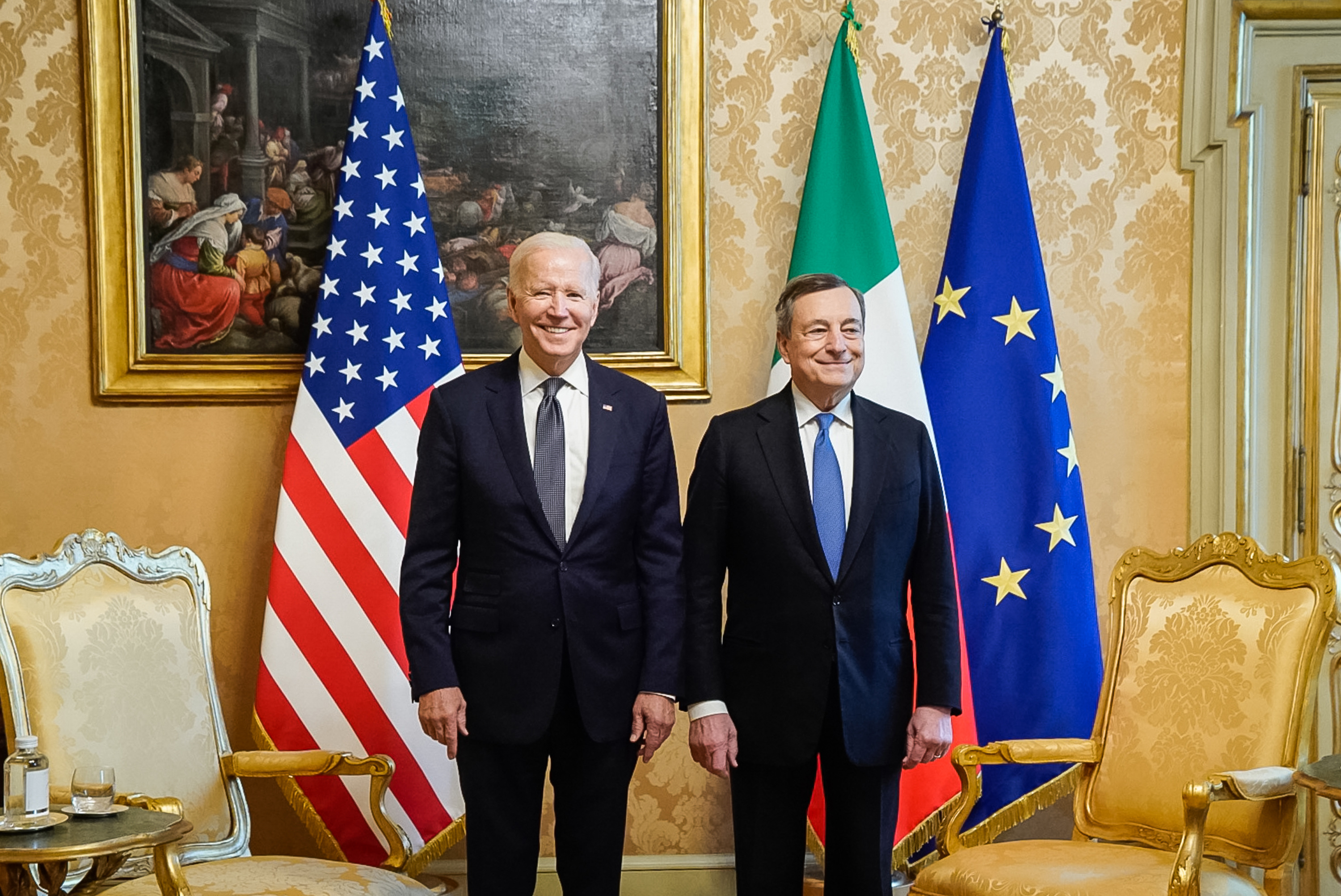
Joe Biden incontra Mario Draghi a Palazzo Chigi nell’ambito del G20 del 2021

In politica estera, il presidente Biden ha riaffermato l'impegno americano nei confronti della NATO come mezzo per contenere la crescente influenza della Cina e della Russia, oltre a rinsaldare il legame con gli alleati dell'Unione europea (i cui rapporti con gli Stati Uniti sono rimasti tesi per tutta la durata della Presidenza di Donald Trump), anche nell'ottica di contrasto al cambiamento climatico. In questa ottica si inquadra anche la sospensione dei dazi statunitensi che l'amministrazione Trump aveva imposto sull'acciaio e l'alluminio provenienti dall'Unione europea, la quale a sua volta aveva risposto tassando di più alcuni prodotti agricoli e industriali statunitensi (arachidi, whisky, jeans, motociclette, ecc.), annunciata il 30 ottobre, dopo intensi negoziati, dal Segretario al Commercio Gina Raimondo nel corso del G20 di Roma.

#### Medio Oriente
Anche verso gli Stati musulmani l'approccio è stato totalmente diverso da quello del suo predecessore: Biden ha infatti ordinato l'interruzione della vendita di armi all'Arabia Saudita (autorizzata invece da Trump), a causa del ruolo del principe ereditario saudita Mohammad bin Salman Al Sa'ud nell'omicidio del giornalista Jamal Khashoggi, annunciando, il 4 febbraio 2021, la fine del supporto americano ai bombardamenti sauditi in Yemen. Nei confronti dell'Iran, invece, il presidente, tramite il Segretario di Stato Antony Blinken, ha auspicato il ritorno all'accordo raggiunto nel 2015 sulla produzione di energia nucleare, dal quale gli Stati Uniti si erano ritirati durante la presidenza Trump, purché la Repubblica iraniana si impegni in tal senso. Tuttavia, il 26 febbraio 2021, Biden ha usato per la prima volta la forza militare, ordinando attacchi aerei su edifici in Siria che, secondo il Dipartimento della Difesa, erano stati utilizzati dalle milizie sostenute dall'Iran per effettuare attacchi missilistici su obiettivi statunitensi in Iraq.
A seguito della ripresa su larga scala del conflitto tra Israele e Palestina iniziato da un attacco di Hamas il 7 ottobre 2023 Biden ha condannato fermamente l'attacco e ribadito che gli Stati Uniti saranno al fianco di Israele contro il terrorismo di Hamas definendolo "malvagio e sanguinario" promettendo aiuti umanitari e militari (il primo aereo carico di munizioni è atterrato l'11 ottobre). Tuttavia, l'emergenza umanitaria creatasi a Gaza a seguito della reazione militare israeliana ha spinto il presidente (pressato dalla comunità arabo-americana e dall'ala radicale del suo partito) dapprima a cercare di dissuadere il premier israeliano dal calcare troppo la mano, quindi a decidere di prestare aiuto alla popolazione palestinese, annunciando, durante il discorso sullo Stato dell'Unione del 7 marzo 2024, l'invio di una missione militare umanitaria con lo scopo di creare un molo d'emergenza temporaneo per poter permettere l'arrivo di aiuti umanitari a Gaza via mare.
Nel febbraio 2024 ha sanzionato quattro coloni israeliani in Cisgiordania, impedendogli operazioni economiche di qualsiasi genere negli Stati Uniti e di ricevere un visto per entrare nel paese. I coloni sanzionati da Biden erano stati coinvolti in violenze contro i palestinesi della Cisgiordania o in tentativi di distruggere le loro proprietà.
Il 15 gennaio 2025, pochi giorni prima della conclusione della sua Presidenza, viene raggiunto un accordo i cessate il fuoco a Gaza, fra Israele e Hamas, basato, a suo dire, su quello da lui proposto nel maggio 2024.

#### Afghanistan

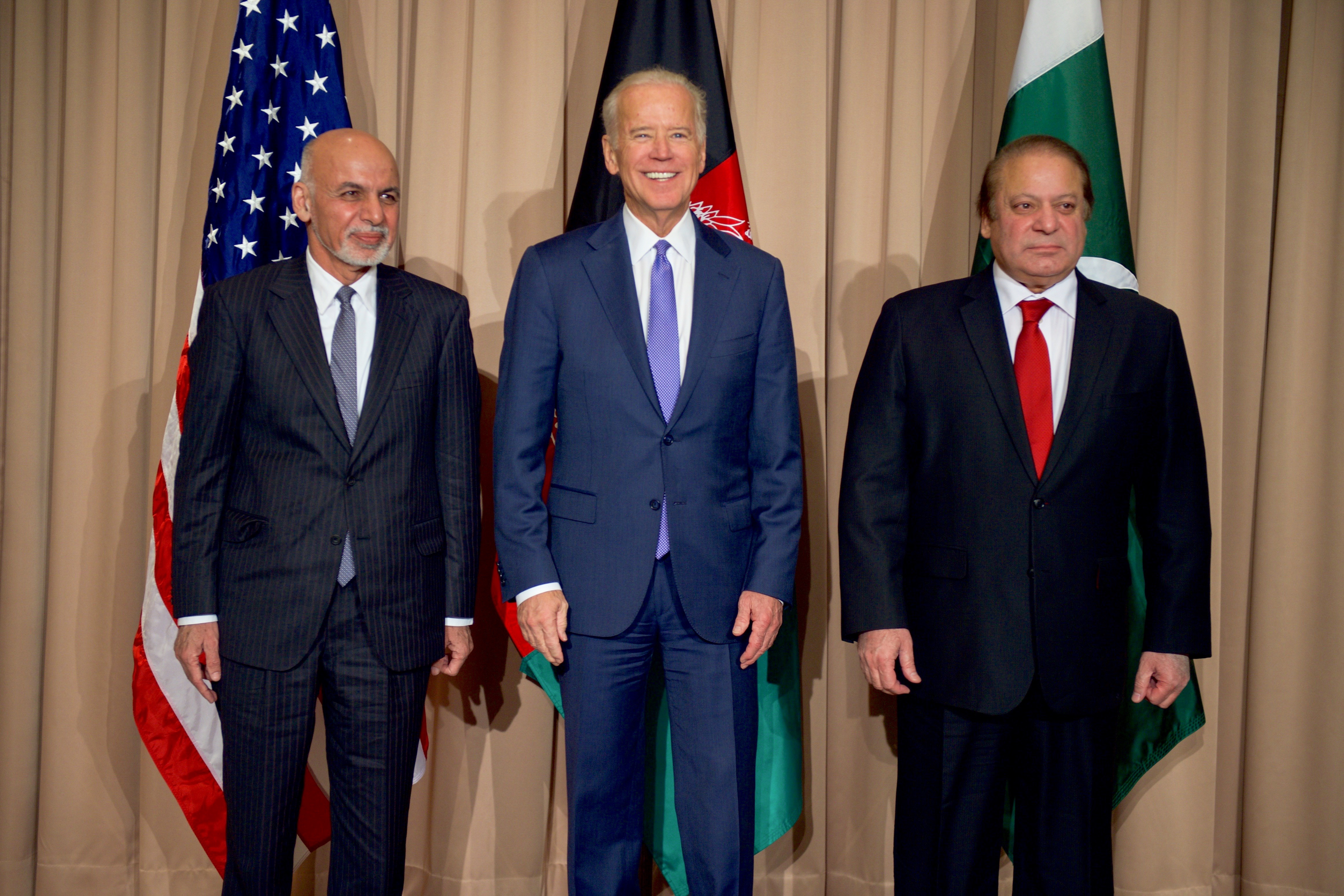
Joe Biden con il presidente dell’Afghanistan Ashraf Ghani e il primo ministro del Pakistan Nawaz Sharif

Il 14 aprile 2021 il presidente ha annunciato il ritiro completo delle truppe statunitensi dall'Afghanistan entro l'11 settembre, salvo poi, in luglio, anticipare la data al 31 agosto. L'annuncio dell'imminente ritiro di tutte le truppe statunitensi dell'Afghanistan ha aperto la strada alla ripresa di violenze e di attacchi terroristici nel Paese: il 15 agosto i talebani, a causa del dissolvimento dell'esercito afghano e della fuga del presidente Ashraf Ghani in Tagikistan, riescono a conquistare la capitale Kabul, inducendo migliaia di cittadini afghani che hanno collaborato con le forze di occupazione a scappare dal Paese e ripristinando il regime islamista che aveva avuto termine a seguito dell'invasione statunitense del 2001. Per il ritiro dei militari statunitensi, le sue modalità di svolgimento e le sue conseguenze, tra cui l'attentato all'aeroporto di Kabul, Biden è stato criticato dai repubblicani, da alcuni membri del suo stesso partito e da parte dalla stampa americana. Anche a causa del ritiro dall'Afghanistan, il suo indice di approvazione è diminuito.

#### Francia

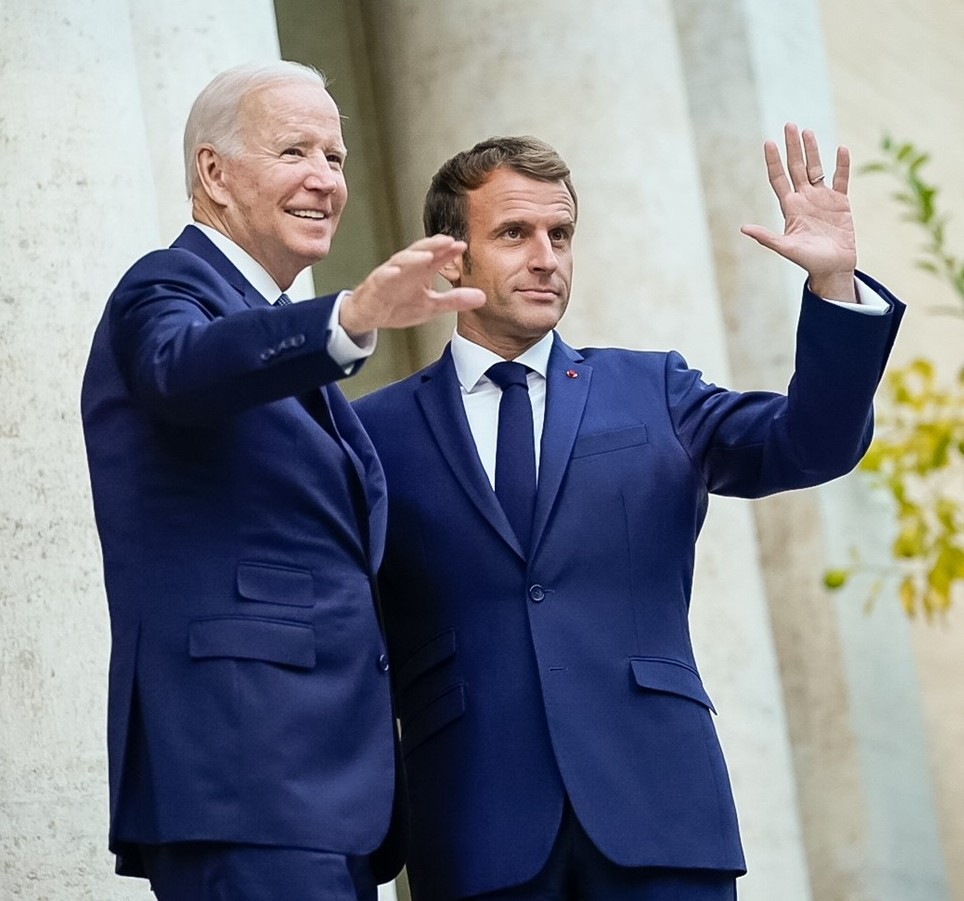
Joe Biden con il Presidente francese Emmanuel Macron durante un incontro bilaterale nel 2021

Ha inoltre suscitato polemiche, sia interne che internazionali, la stipula dell'accordo AUKUS tra Stati Uniti, Australia e Regno Unito, annunciato il 15 settembre 2021, che prevede la vendita di sottomarini nucleari al governo di Canberra, al fine di pattugliare e rafforzare militarmente il tratto di mare nell'area dell'Indo-Pacifico in funzione anti-cinese. Ciò ha provocato le violente proteste diplomatiche della Francia, che aveva siglato dal 2016 un accordo con il governo australiano per la vendita di sottomarini a propulsione atomica, decaduto proprio per la firma del patto tra le tre nazioni anglosassoni; di conseguenza, il 17 settembre il governo di Parigi ha richiamato il proprio ambasciatore negli Stati Uniti, segnando il massimo della tensione tra le due nazioni dal 1798, quando entrarono in quasi-guerra a causa dell'Affare XYZ.
Nei giorni successivi Biden e Emmanuel Macron hanno avuto un colloquio telefonico e l'ambasciatore francese è stato rinviato a Washington.

#### Ucraina

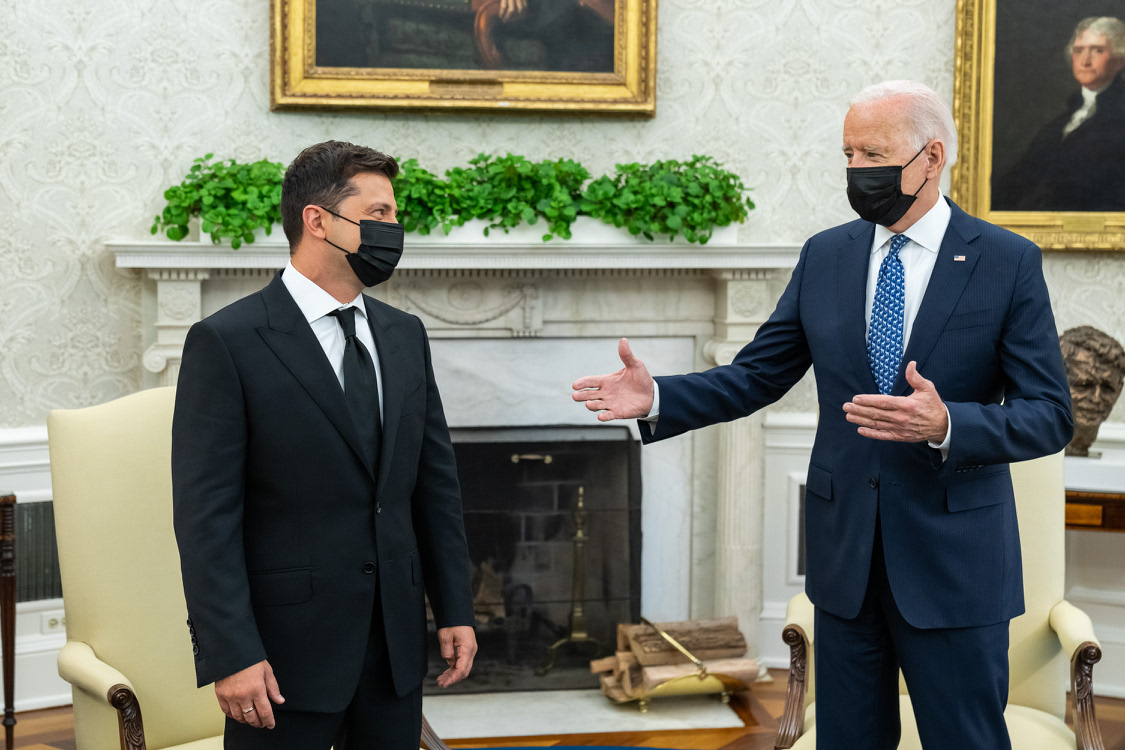
Joe Biden riceve il Presidente dell'Ucraina Volodymyr Zelens'kyj nello Studio Ovale

Joe Biden si occupò anche della crisi russo-ucraina; ha infatti dichiarato di ritenere possibile un'invasione russa dell'Ucraina nel febbraio del 2022, cosa che è effettivamente avvenuta il 24 di tale mese. A seguito dell'invasione, in coordinamento con i partner europei e i paesi del G7, il presidente statunitense ha imposto pesanti sanzioni economiche nei confronti dell'economia e degli oligarchi russi, oltre che aiuti umanitari, finanziari e militari al Paese.
Dopo un pacchetto da circa 500 milioni di dollari a metà dicembre 2024, contenente ulteriori sistemi di difesa aerea, capacità di artiglieria e altri armamenti; a fine dicembre, pochi giorni prima del termine della sua Presidenza, annuncia ulteriori aiuti all'Ucraina per 2,5 miliardi di dollari.

### Richiesta di impeachment
Il 12 settembre 2023 lo speaker della Camera dei rappresentanti Kevin McCarthy ha annunciato che ha dato mandato alla commissione della Camera l'inizio di un'indagine formale per la procedura di impeachment nei confronti di Biden per scoprire se avesse tratto benefici dagli affari esteri di suo figlio Hunter, la prima udienza dell'inchiesta è partita il 28 settembre.

### Ricandidatura e successivo ritiro alle elezioni presidenziali del 2024

Logo della campagna 2024

Il 25 aprile 2023, con uno spot pubblicato su internet e sui social, il Presidente Biden ha annunciato la sua ricandidatura alle elezioni presidenziali del 2024 per ottenere un secondo mandato. Julie Chávez Rodríguez viene scelta come campaign manager, oltre ad altri consulenti e collaboratori che lavorarono con lui già nei decenni precedenti e nella campagna del 2020.
A ottobre 2023, per il secondo trimestre consecutivo, Joe Biden ha ampiamente battuto Donald Trump e gli altri sfidanti repubblicani nella raccolta di fondi elettorali per la Casa Bianca: tra luglio e settembre, il presidente ha raccolto 71 milioni di dollari con il Comitato Nazionale Democratico tramite anche molte piccole donazioni, contro i 45,5 milioni raccolti dal tycoon. A gennaio la campagna per la rielezione di Joe Biden e Kamala Harris ha annunciato di avere 117 milioni di dollari in cassa (contro i 33 milioni di Donald Trump), una cifra che secondo lo staff è la più grande ottenuta da qualsiasi ticket democratico nella storia a questo punto della campagna. Il 97% delle donazioni nel quarto trimestre, come riporta The Hill, era inferiore a 200 dollari, per una media di 41,88 dollari. Nello stesso mese due importanti collaboratori di Biden, Jen O'Malley Dillon (già Campaign Manager di Biden 2020 e attualmente Vicecapo dello Staff alla Casa Bianca) e Mike Donilon (Senior Advisor del Presidente) si sono trasferiti dalla Casa Bianca alla gestione della campagna di rielezione.
Il 3 febbraio 2024 in South Carolina, il primo stato a svolgere primarie valide per l'assegnazione di delegati nazionali secondo il nuovo calendario redatto dal Partito Democratico, Biden ha vinto con il 96,2% delle preferenze e 126.321 voti.
Il 21 luglio, dopo la debacle nel duello televisivo con Donald Trump, anche in seguito a crescenti pressioni nel Partito Democratico e al congelamento di 90 milioni di fondi elettorali da parte dei donatori, Biden ha annunciato il suo ritiro dalla corsa alle presidenziali ed espresso il suo sostegno alla candidatura della vice presidente Kamala Harris, dichiarando di restare in carica come Presidente fino alla scadenza del mandato.
Tuttavia, alle elezioni Presidenziali del 5 novembre 2024, Donald Trump sconfigge la sua Vicepresidente Kamala Harris e viene eletto 47° Presidente degli Stati Uniti d'America. Il 13 novembre lo riceve alla Casa Bianca, assicurando che la transizione di potere sarebbe stata il più pacifica possibile.

## Dopo la presidenza
Il 20 gennaio 2025 ha lasciato la Casa Bianca dopo aver accolto il nuovo Presidente Trump e ha preso parte alla sua cerimonia d'insediamento, a differenza di quanto aveva fatto il tycoon con la sua a gennaio 2021.
In aprile svolge la prima iniziativa pubblica dopo la fine della presidenza, in cui attacca i tagli alla sicurezza sociale voluti dalla nuova Amministrazione Trump e annuncia che sta scrivendo un nuovo libro sulla sua Presidenza. Il 26 aprile 2025 partecipa in forma privata al funerale di papa Francesco a Roma, in presenza anche del suo successore Donald Trump.
Il 18 maggio rende pubblico che gli è stata diagnosticata una forma aggressiva di cancro alla prostata. Secondo il comunicato diffuso dallo staff di Biden il cancro ha già generato metastasi alle ossa, ma sarebbe sensibile alla terapia basata sul blocco degli ormoni e quindi gestibile efficacemente. Le opzioni di cura per la malattia sono ancora in corso di valutazione da parte dei medici e della famiglia.
Successivamente, anche dopo la notizia, ha continuato a dedicarsi alle attività tipiche degli ex Presidenti. In particolare, si sta dedicando  alla scrittura di un libro sui suoi anni alla Casa Bianca, del quale ha già venduto i diritti  e, come tutti gli ex Presidenti, alla creazione della sua Biblioteca Presidenziale ("Joseph R. Biden Jr. Presidential Library").

## Opere
- Papà, fammi una promessa. Un anno di speranza, sofferenza e determinazione, traduzione di Francesco Costa, NR edizioni, 2018, ISBN 978-88-319-1201-3.